# Liste von Märchen aus Mitteleuropa
Diese Liste enthält Märchen und Märchensammlungen aus Mitteleuropa. Zur Hauptliste siehe Liste von Märchen.
Die Märchen sind geografisch nach Ländern gegliedert. Die Sortierung innerhalb der Länderabschnitte orientiert sich nach Märchensammlern bzw. Autoren sowie nach deren Buchtiteln, sonstigen Werken oder Büchern, in denen deren Märchentexte wiedergegeben werden, wobei die frühesten Ausgaben der Werke angegeben und Doppelungen der Märchen eines Sammlers/Autors vermieden werden sollten. Kunstmärchen sind jeweils am Ende der Länderabschnitte angegeben.
Die Alternativtitel müssen nicht zwingend den jeweiligen Sammlern zugehörig sein, sondern können auch von unbedeutenden Sammlern oder Aufzeichnern sowie Werken ohne Quellenangabe stammen.

## Baltikum

### Estland
Friedrich Reinhold Kreutzwald: Estnische Märchen. Verlag der Buchhandlung des Waisenhauses, Halle 1869.
- Die Goldspinnerinnen
- Die im Mondschein badenden Jungfrauen
- Schnellfuß, Flinkhand und Scharfauge (auch Eilfuß, Flinkhand und Scharfauge)[2]
- Der Tontlawald
- Der Waise Handmühle (auch Des Waisenkindes Handmühle[2] oder Die wunderbare Handmühle[3])
- Die zwölf Töchter
- Wie eine Waise unverhofft ihr Glück fand (auch Wie ein Waisenknabe unverhofft sein Glück fand)[4]
- Schlaukopf
- Der Donnersohn
- Pikne’s Dudelsack (auch Des Pikne Dudelsack[2] oder Piknes Dudelsack[5])
- Der Zwerge Streit (auch Der Streit der Zwerge)[2]
- Die Galgenmännlein
- Wie eine Königstochter sieben Jahre geschlafen (auch Wie eine Königstochter sieben Jahre geschlafen hat[2], vgl. Die Prinzessin auf dem gläsernen Berg)
- Der dankbare Königssohn (vgl. Das singende springende Löweneckerchen)
- Rõugatajas Tochter (auch Rõugutajas Tochter)[2]
- Die Meermaid (vgl. Die kleine Meerjungfrau und vgl. Melusine)
- Die Unterirdischen (vgl. Märchenmotiv: Zwerge)
- Der Nordlands-Drache (auch Der Nordlandsdrache[2] oder Der Nordland-Drache[5])
- Das Glücksei
- Der Frauenmörder
- Der herzhafte Riegenaufseher (auch Der beherzte Riegenaufseher)[2]
- Wie ein Königssohn als Hüterknabe aufwuchs (auch Wie ein Königssohn als Hütejunge aufwuchs[2] oder Wie ein Königssohn als Hüteknabe aufwuchs[5])
- Dudelsack-Tiidu
- Die aus dem Ei entsprossene Königstochter (auch Die aus dem Ei geschlüpfte Königstochter)[2]

Estnische Märchen, Zweite Hälfte, Mattiesen, Dorpat 1881.
- Bäumling und Borkling (auch Bäumling und Borkeline)[2]
- Des Nebelberges König (auch Der König des Nebelberges)[8]
- Die schnellfüßige Königstochter
- Loppi und Lappi
- Der Pathe der Grottennymphen (auch Das Patenkind der Grottennymphen[2] oder Maasika)
- Seltene Weibestreue (auch Seltene Frauentreue)[2]
- Aschen-Trine (auch Aschentrine, vgl. Aschenputtel)
- Reichlich vergoltene Wohltat (auch Die reichlich vergoltene Wohltat)[2]
- Die Stiefmutter
- Klugmann in der Tasche (auch Der Kluge in der Tasche[2], vgl. Knüppel aus dem Sack)
- Der zaubermächtige Krebs und das unersättliche Weib (auch Der mächtige Krebs und das unersättliche Weib[2], vgl. Vom Fischer und seiner Frau)
- Der Findling
- Wie sieben Schneider in den Türkenkrieg zogen (vgl. Die Sieben Schwaben)
- Der Glücksrubel
- Der närrische Ochsenverkauf
- Der mildherzige Holzhacker (auch Der mildherzige Holzhauer)[2]
- Die nächtlichen Kirchgänger
- Des Schützen abhanden gekommenes Glück (auch Des Jägers verlorenes Glück)[2]
- Der aus Gefahr erlöste Königssohn wird der Retter seiner Brüder (auch Der der Gefahr entkommene Königssohn wird Retter seiner Brüder)[2]

Estnische Märchen, Verlag Perioodika, Tallinn 1981 (ein Neuzugang).
- Der Springinsfeld

Matthias Johann Eisen
- Die Augen des Häschen[9]
- Der Ochse baut eine Hütte[9]
- Der Fuchs im Nachtquartier[9] (siehe: Der Fuchs im Märchen)
- Die Heirat der Krähe[9] (auch Des Krähenmännchens Heirat[4] oder Das Krähenmännchen heiratet[3])
- Der zum Pferd verzauberte Jüngling[9]
- Die Geige aus der Hölle[9]
- Der Fronarbeiter als Kesselheizer in der Hölle[9]
- Die eigene Tochter und das Waisenkind[9]
- Das Feuerzeug[9]
- Der Höllenhahn[9]
- Die Heirat des Kaufmanns[9]
- Wie der lahme Knabe ein Held wurde[9]
- Der habgierige Gutsherr in der Bockshaut[9]
- Die Speichertür hüten[9]
- Verarmung und Tod des Vanapagan[9]
- Vom Himmel hoch, da komm´ ich her[9]
- Der Bräutigam mit der goldenen Nase[4]
- Der Lohn der Stieftochter und der Haustochter[4]
- Der Schlangenkamm[4]
- Die Stiefmutter[4]
- Der Glückliche und der Unglückliche[4]
- Das Gesicht in der Neujahrsnacht[4]
- Der Bettler und die reiche Bäuerin[4]
- Der Reiche drischt[4]
- Der gehörnte Pastor[4]
- Die wunderbare Flöte[4]
- Die drei genasführten Freier[4]
- Der Diebslehrling[4]
- Wie der Gutsbesitzer in den Himmel kam[4]
- Gut und schlecht[4]
- Pikkers Dudelsack[4]
- Der Lohn für die Rettung des Teufels[4]
- Warum das Elentier weiße Streifen unter dem Bauche hat[4]
- Der Fuchs, der Wolf und der Bär[4] (siehe: Der Fuchs im Märchen)
- Das Pferd und der Wolf[4]
- Die Krähe und der Fuchs[4]
- Warum der Hase eine gespaltene Lippe hat[4]
- Der Hund und die Katze[4]
- Der Fuchs und der Krebs[4]

Jakob Hurt
- Der Fuchs, der Wolf und der Hase (siehe: Der Fuchs im Märchen)
- Der Fuchs bemalt den Pelz des Wolfes
- Der Fuchs und der Wolf dreschen Korn (siehe: Der Fuchs im Märchen)
- Die Maus und die Katze
- Der Igel und der Fuchs in der Grube
- Der Wolf und der Fuchs im Speicher (siehe: Der Fuchs im Märchen)
- Der Wolf und das Pferd
- Der Preis des Fohlens ist unter dem Huf
- Wie die Krähe graue Federn bekam
- Der Wettkampf zwischen dem Hasen und der Kälte
- Die Katze als Frau Fuchs
- Der Bär wird für den Pastor gehalten
- Der Bauer, der Bär und der Fuchs (siehe: Der Fuchs im Märchen)
- Der dankbare Wolf
- Bist du ein Mann?
- Das Zeugnis des Hundes
- Der Krieg der Vögel und der Insekten mit den Vierbeinern (vgl. Der Zaunkönig und der Bär)
- Der Adler lehrt den Fuchs fliegen
- Die Waldtaube und das Huhn
- Der Truthahn, die Ente und der Gänserich
- Der Wettlauf des Krebses mit dem Fuchs (vgl. Der Fuchs und der Krebs)
- Die Kriebelmücken und das Pferd
- Wie die Bohne einen schwarzen Streifen erhielt
- Die sieben Brüder
- Der Soldat freit eine Königstochter
- Die goldene Katze
- Der König von Tagutsemaa
- Die drei badenden Mädchen
- Die treulose Schwester
- Der Mann, der das Fürchten lernen wollte
- Die gute Tat des Kalevipoeg
- Der Sack-Toomas
- Der Mann mit der goldenen Nase
- „Der Mond scheint, der Tote fährt“
- Die Königstochter als Schlange
- Die Tochter der Hexe
- Die Frau der Schlange
- Drei Haare vom Kopf des Teufels (vgl. Der Teufel mit den drei goldenen Haaren)
- Wie Aimu Andres die Königstöchter aus der Hölle befreite
- Der Teufel wirbt um ein Mädchen
- Die Goldspinnerin
- Der Pilzkönig
- Sechse kommen durch die ganze Welt
- Der Sohn und der Vater
- Die Königstochter auf dem Glasberg (vgl. Die Prinzessin auf dem gläsernen Berg)
- Der Bauer Paalak und der Knecht Fuchs (vgl. Der gestiefelte Kater)
- Die Tiere als Schwäger
- Der König des Nordlandes
- Die Wohltaten des heiligen Baumes (vgl. Vom Fischer und seiner Frau)
- Der Wunderring
- Das Pferd, das Tischtuch und der Stock
- Der Speisesack und der Prügelsack
- Die zwei Brüder und das wundersame Huhn
- Wie der Dummkopf die Königstochter gewann
- Die goldenen Flügel
- Die geschenkte Flöte
- Mats´ Sohn Mats
- Der Kraftmensch
- Der Vater und die drei Söhne
- Der Mann, der die Vogelsprache kannte (vgl. Der Jäger und die Schlange)
- Die Tiere als Helfer
- Vom Schlangenkönig
- Wie der Schweinehirt zum Schwiegersohn des Königs wurde
- „Sesam, Sesam, öffne dich!“
- Der arme Tōnu
- Der Mond im Genick, die Sonne auf der Stirn
- Das Mädchen im Räuberhaus
- Der geheimgehaltene Traum
- Der ungewöhnliche Schmiedegeselle
- Der Gutsherr als Pferd in der Hölle
- Das singende Schilfrohr
- Der tüchtige Drescher
- Die faule Weberin
- Das Hemd des Glücklichen
- Um die Wette lügen
- Der größte Lügner wird Schwiegersohn des Königs
- Die Königstochter findet keine Antwort
- Die kluge Bauerntochter
- Die drei Lehren des sterbenden Vaters
- Wenn sie nicht kommen, dann kommen sie
- Die Aufteilung der Gänse
- Die Weissagung über den Erben
- Schlauer als der große Hexenmeister
- Der Kaiser und der Einbrecher
- Der Räuber als Bräutigam
- Der Zimmermann und der Maler
- Der versteckte Alte
- Die Augenarznei des Schlauen Hans
- Die geblendete Riesin
- Wie Vanapagan und Ants um die Wette rodeten
- Der habgierige Pastor
- Peter ohne Hosen
- Gutes Gedächtnis und Vergeßlichkeit
- Pfuscher-Schmied
- Der Herr lernt den Hunger kennen
- Die Geschichten des Usara-Tani
- Meine Jugendabenteuer
- Was sollte ich denn sagen?
- Unbegründete Todesangst

Harry Jannsen
- Die Färber des Mondes[4]
- Der Hausgeist[4]

Märchen und Sagen des estnischen Volkes, Laakmann, Dorpat 1881.
- Der Mann mit den Bastschuhen
- Puulane und Tohtlane
- Der Schwarzteich
- Der Teufel und der Riegenmeister
- Wie das Wasser im Meer salzig geworden (auch Wie das Wasser im Meer salzig wurde)[5]
- Von der Spinne und Emse (auch Von der Spinne und der Emse)[5]
- Die zwei Brüder und der Frost
- Der mitleidige Holzhauer
- Von dem geistlichen Herrn und seinem Schüler
- Piknes Sackpfeife
- Märchen von der Unke (auch Das Märchen von der Unke)[5]
- Der untreue Fischer
- Das Findelkind
- Die Unterirdischen
- Martin und sein todter Herr (auch Martin und sein toter Herr)[5]
- Der Emmu-See und der Birts-See
- Die vier Gaben des Wassergeistes
- Jutta

Oskar Kallas
- Die Tiere gehen zur Beichte (auch Als Tiere zur Beichte gingen)[3]
- Der Bösen Tochter und das Waisenmädchen
- Die kämpfenden Brüder (vgl. Die zwölf Brüder)

Oskar Loorits
- Der Schwager der Sonne
- Elias und Nikolaus

Jüri Parijögi, Das Gästebrot und andere Estnische Märchen. Verlag Eesti Raamat, Tallinn 1984.
- Das Brot wurde alle
- Das fremde Gold
- Das Gästebrot
- Das Glück aus dem Brunnen
- Der Däumling
- Der Geldkessel
- Der Holzdieb und der Waldgeist
- Der Hunger
- Der Mann der Nixe
- Der Nix als Knecht
- Der Schlangenkönig
- Der Wunderstein
- Des Mannes wahres Glück
- Die Bauerntochter und das Waisenkind
- Die drei Brüder
- Die Kätnerstochter und die Bauerntochter
- Die Schlange als Halskette
- Die sieben Brüder und die sieben Schwestern
- Die Strafe des Waldgeistes
- Die unterirdische Stadt
- Laurits
- Vom Knecht, der die Geheimnisse der Nixen erlauschte
- Vom Mann, der die Sprache der Schlangen verstand
- Wie ein Mann in der Schlangenhöhle sein Glück fand

S. Sommer, Volksdichtung der Setu.
- Die Tiere als Kriegsflüchtlinge
- Der Fuchs als Gänsehirt (vgl. Der Fuchs als Hirte)
- Das Haus aus Eis und das Haus aus Stein
- Das Kätzchen und das Hähnchen
- Der alte Hund und der Wolf

Weitere Märchen
Estnisches Archiv der Volksdichtung.
- Die Sau und der Wolf
- Die Fliege und der Floh
- Der Wind und die Sonne
- Die drei geraubten Königstöchter
- Der goldene Vogel
- Der Gegnersucher
- Der Däumling
- Die Axtsuppe

Estnische Literaturgesellschaft.
- Der Tod im Lägel

Fr. R. Kreutzwald-Literaturmuseum der Akademie der Wissenschaften der Estnischen SSR.
- Der verschwundene Mann

Gesellschaft der estnischen Literaten.
- Der kluge Schafbock
- Die vertauschte Braut
- Wahrheit und Lüge
- Das Waisenkind wird ein Kuckuck
- Gott und der Pastor
- Die gekochten Eier

Verein Studierender Esten.
- Ein altes Weib überlistet den Bären
- Aschenputtel
- Der gelernte Dieb

Weitere Bücher
Estnische Märchen. Insel Verlag, Frankfurt am Main und Leipzig 1995, Heinz Barüske.
- Der Wirbelwindgeist
- Unrecht Gut gedeihet nicht
- Der Soldat und der Teufel
- Wie des Teufels Sohn ein Weib gewann
- Der Bauer und die drei Teufel
- Der mitleidige Schuhmacher
- Der Hausgeist
- Die reich vergoltene Wohltat
- Die drei Schwestern
- Der reiche und der arme Bruder
- Warum Hund und Katze und Katze und Maus einander feind wurden
- Die Schwalbe

Märchen europäischer Völker – Märchen aus Finnland und dem Baltikum. Bertelsmann, Gütersloh 1970er.
- Die Sonnentochter
- Jeder kriegt, was er verdient

Baltische Märchen. Verlag Werner Dausien (Hanau), Artia Verlag (Prag) 1981; erzählt von Miloš Malý.
- Jedes Schlechte hat auch sein Gutes
- Die ungehorsamen Fischer
- Die Mücke und das Pferd
- Ein feines Leben
- Von den streitenden Brüdern
- Ein Faulpelz wird Schmied
- Das blaue Tuch
- Warum der Mond Flecken hat
- Das Lied der Eulen
- Von dem guten Alten

Märchen der Völker der Sowjetunion – Märchen aus dem Baltikum. Raduga-Verlag, Moskau 1988.
- Der verbotene Knoten

### Karelien
Baltische Märchen. Verlag Werner Dausien (Hanau), Artia Verlag (Prag) 1981; erzählt von Miloš Malý.
- Vom Glück und der goldenen Ente
- Vom Spiegel
- Krähenweisheit
- Vom Mädchen im Eichenrahmen
- Husten und Fieber
- Der Rat des Vaters

Märchen der Völker der Sowjetunion – Märchen der Völker der RSFSR. Raduga-Verlag, Moskau 1987.
- Der Mühlstein von Hiisi

### Lettland
Victor von Andrejanoff: Lettische Märchen. Reclam, Leipzig 1896.
- Der Stiefbruder
- Der Riese und der See
- Wie der Wasserfall bei Goldingen entstand
- Die Hundsköpfe
- Sagen und Kurbad (auch Kurbad)
- Der Bärenmensch
- Das vergessene Kindlein
- Was sich die Hexen in der Johannisnacht erzählten
- Das goldene Beil
- Der fliegende See
- Von Schätzen
- Von Geld- und Korndrachen
- Von Werwölfen
- Die Sonnentochter
- Der Priester und der Bettler
- Das gemordete Kind
- Die wandernde Seele
- Der Vampir
- Dumm-Liese
- Windkind-Findelkind

Ansis Lerhis-Puškaitis
- Die Bohnenranke bis zum Himmel

Lettische Märchen und Sagen, Nach Ansis Lerhis-Puškaitis und anderen Quellen zusammengestellt und redigiert von Prof. P. Šmits. Riga 1925–1937, 15 Bände.
- Wie die Tiere auf der Flucht in eine Grube fallen
- Der Verprügelte trägt den Nichtverprügelten
- Geh dorthin – Ich-weiß-nicht-wohin, hole das Ich-weiß-nicht-was (auch Geh hin – Ich-weiß-nicht-wohin Hole das – Ich weiß-nicht-was)[8]
- Die dankbaren Tiere
- Die beiden Brüder und der goldene Vogel (vgl. Die zwei Brüder)
- Die Tiere als Schwiegersöhne
- Das Igelpelzchen
- Ende gut, alles gut
- Der Starke
- Der Dummkopf
- Die Tochter des Königs von Semgale
- Kurbads
- Wie der Holzfäller den Teufel bezwingt (auch Vom Holzfäller, dem Teufel und der Prinzessin)[8]
- Der Teufelsmikelis
- Der kluge Bauer
- Das Alter des Teufels
- Der Teufel als Soldat
- Der kluge Knecht
- Der Musikant in der Hölle
- Der Wundersohn
- Einäuglein, Zweiäuglein, Dreiäuglein
- Wie die Tiere die Stieftochter retteten
- Das Mädchen ohne Arme
- Die Prinzessin auf dem gläsernen Berg
- Laima erfüllt drei Wünsche (vgl. Die törichten Wünsche)
- Der König von Riga
- Wie das Dummerchen die sieben verzauberten Brüder errettete
- Der Koklespieler
- Das Schloß des Meereskönigs
- Vom Rätsel, das nicht erraten wurde
- Die verleumdete Frau
- Wie der Bauer dem Kaiser schrieb
- Ein solcher nimmt ein solches Ende
- Der Tschiks
- Wie der Gutsherr seinen Hund sprechen lernen ließ
- Der schlagfertige Andrītis
- Der geizige Herr
- Wie es einem Herrn beim Lügen erging
- Gib mir meine Groschen wieder!
- Wie kommt denn das?
- Die Ratschläge des Vaters (vgl. Die drei guten Ratschläge)
- Die faule Braut
- Wer nicht arbeitet, soll auch nicht essen
- Die Frau mit den Plagegeistern
- Der lange Winter
- Die Wahrsagerin im Täschchen
- Der große Wahrsager
- So geht es, wenn man jemanden einen Dummkopf nennt
- Ist das wahr?
- Das gute Märchen

Stefania Ulanowska
- Der reuige Räuber
- Wie der Teufel sündige Seelen hergeben mußte

Weitere Märchen
Unveröffentlichtes Material aus dem Bestand der Sektion Folklore des A.-Upītis-Instituts für Sprache und Literatur bei der Akademie der Wissenschaften der Lettischen SSR.
- Der Bauer und die Tiere
- Der Mann und der Bär
- Wie der Mann den Bären und den Fuchs besiegte (vgl. Vom Bauer, der Schlange und der Füchsin)
- Wie der alte Trogschnitzer zu Brot kam (auch Wie der Trogmacher zu einer guten Mahlzeit kam)[8]
- Der Wolf und der Pflüger
- Wie der Wolf die Stärke des Menschen maß
- Die Füchsin und der Kater (vgl. Der Fuchs und die Katze)
- Die Füchsin und der Krug
- Die List des Fuchses
- Wie die Tiere ihre Sünden beichten gingen
- Wie der Fuchs die Tiere betrog (siehe: Der Fuchs im Märchen)
- Wie der Fuchs fliegen lernte (vgl. Der Adler lehrt den Fuchs fliegen)
- Wie der Fuchs mit dem Krebs um die Wette lief (vgl. Der Fuchs und der Krebs)
- Der Schlitten der Füchsin (siehe: Der Fuchs im Märchen)
- Der Fuchs, der Star und die Krähe (vgl. Wie die Krähe graue Federn bekam)
- Die Füchsin als Dienstmagd des Wolfes (vgl. Der Wolf und der Fuchs)
- Die Füchsin als Magd des Bären (siehe: Der Fuchs im Märchen)
- Warum der Wolf und der Fuchs einander Feind sind
- Wie ein Wolf Prügel erhielt
- Der Hund als Schuster des Wolfes
- Wie sich der Hund mit dem Wolf verfeindete
- Wie es dem hungrigen Wolf erging
- Der Wolf hält sich an die Abmachung
- Der Alte und die Alte
- Der Bär und die Maus
- Warum der Hase eine durchgebissene Lippe hat
- Warum der Hase lange Ohren hat
- Der Hund und der Hase
- Der Hase und der Fuchs
- Der Frosch aus Riga und der Frosch aus Liepāja
- Die Vögel besiegen die Vierbeiner (vgl. Der Zaunkönig und der Bär)
- Wie die Taube ihr Nest baute
- Die Spinne und die Fliege
- Wie die Haustiere die Räuber vertrieben
- Der Freibrief
- Wie der Hahn Kohl kochte
- Der Kater besiegt die übrigen Tiere
- Die fünf Katzen
- Die Tiere als Helfer
- Worüber die Vierbeiner und die Vögel sprachen (vgl. Der Jäger und die Schlange)
- Die Wunder des alten Schlosses
- Das Katzenschloß (auch Das Schloß der Katzen)[8]
- Der Bär als Schwiegersohn
- Der Däumling
- Der Bärenmensch
- Die fünf Brüder
- Die Wundermühle
- Ein Märchen über ein Märchen
- Der goldene Bart
- Der Soldat bezwingt die Teufel und den Tod (auch Das Märchen vom alten Soldaten)[8]
- Die Hexe als Helferin
- Das Waisenkind und die Tochter der Stiefmutter
- Die Weisheiten des lieben Alten
- Der gute Rat
- Wie dem geizigen König eine Lehre erteilt wurde
- Die goldene Axt
- Der Meisterdieb
- Die Weisheit des Vaters
- Ein kluges Gespräch
- Zwei Nachbarn
- Der Stubbenroder und die Laima
- Wie dem Gutsverwalter eine Lehre erteilt wurde
- Der Herr und der Teufel
- Ein Mann als Heizer des Höllenkessels
- Der Teufel und der Gutsaufseher
- Alle Herren sind Dummköpfe
- Matschatinsch
- Gänseteilen
- Wie der Herr ein Fohlen ausbrütete
- Die kluge Tochter (vgl. Die kluge Bauerntochter)
- Der Herr und der Schweinehirt
- Der Iltis hat den Heiligen Geist aufgefressen!
- Gute Ratschläge
- Wie sich der Sohn eine Frau suchte
- Der Krieg der Gackerer
- Des Vaters Hab und Gut
- Der Bienenhirt

Weitere Bücher
Märchen europäischer Völker – Märchen aus Finnland und dem Baltikum. Bertelsmann, Gütersloh 1970er.
- Der Dumme und das Feuerzeug
- Wie der Herr zum Gaul ward
- Wie der Holzhauer den Teufel überlistet und die Königstochter gewinnt
- Die Hexe auf der Espe
- Der starke Bruder und die treulose Schwester
- Gottes Schwiegersohn und der Richter
- Tschuinis
- Die Teufelskünste
- Die Stieftochter und die echte Tochter
- Die sieben Königssöhne
- Wie der Bauer in die Hölle kam
- Abenteuer eines Königssohnes
- Wie der Kuckuck entstand
- Wie die Katze die Füchse tötete
- Warum die Spinne auf dem Rücken einen Buckel hat
- Weshalb die Menschen die Schwalbe lieben und die Schlange hassen
- Der Krebs, die Ratte und der Mistkäfer
- Bauer, Bär, Wolf und Hase
- Das silberne, goldene und diamantene Roß

Baltische Märchen. Verlag Werner Dausien (Hanau), Artia Verlag (Prag) 1981; erzählt von Miloš Malý.
- Der Vogel Bulbulis und der Bernsteinring
- Die Esche
- Vom Hähnchen und vom Hühnchen
- Der alte Soldat und der Tod
- Von der Sonne, dem Frost und dem Wind
- Die beiden Frösche
- Der Teufelsknecht
- Wer sich noch mehr fürchtet als der Hase
- Der wohltätige Dieb
- Drei Dummköpfe

Märchen der Völker der Sowjetunion – Märchen aus dem Baltikum. Raduga-Verlag, Moskau 1988.
- Das weiße Ren
- Die Meeresbraut

### Litauen
August Schleicher: Litauische Märchen, Sprichworte, Rätsel und Lieder. Böhlau, Weimar 1857.
- Vom schlauen Mädchen (vgl. Die kluge Bauerntochter)
- Vom hörnenen Manne
- Vom alten Schimmel, dem Wolfe und dem Bären
- Vom Däumling
- Vom Fuchse
- Vom Räuber
- Von der schönen Königstochter
- Vom trägen Mädchen (auch Das faule Mädchen)[18]
- Vom schlauen Jungen
- Von der Königstochter
- Vom Grünbart
- Vom Häuslerssohne, der einen sehr reichen Herrn drankriegte
- Vom Könige und seinen drei Söhnen
- Vom Mädchen und ihrem Freier
- Von den neun Brüdern (auch Die Schwester mit den neun Brüdern)[19]
- Wer kann besser Lügen?
- Vom Jäger und den Laumes
- Von einem Landwirte
- Von einem Besenbinder
- Vom dummen Hans
- Vom Jungen, der seinen Eltern weg lief
- Vom alten Weibe, das schlauer war als der Teufel (auch Ein Weib ist schlimmer als der Teufel[18] oder Weiberlist geht über Teufelslist[8])
- Von den Räubern und der Prinzessin, die einem Drachen versprochen war
- Vom verwünschten Schloße (auch Vom verwünschten Schlosse,[20] vgl. Die zwölf Brüder)
- Vom Fischer, der in den Himmel gieng
- Vom Studenten, der in die Hölle und in den Himmel gieng (auch Vom Studenten, der in die Hölle und in den Himmel ging)
- Vom Manne ohne Furcht
- Vom Schalke
- Vom Sohne des Kuren (auch Der Kurenjunge)[19]
- Von den Laumes
- Vom Torfmoore bei Kakschen
- Vom Kater und dem Sperling
- Von der goldenen Brücke
- Vom armen Taglöhner, der sein Glück machte
- Vom Schmiede, der den Teufel dran kriegte
- Vom Häusler, der ein Doktor ward
- Von einem Bauern, der ein grosser Schelm war (auch Von einem Bauern, der ein großer Schelm war)[19]
- Vom Bartmännlein
- Vom Zimmermann, Perkun und dem Teufel (auch Zimmermann, Perkünas und Teufel)[19]
- Von den Steinen

Jonas Basanavičius, Aus dem Leben der Seelen und Teufel. Chicago 1903.
- Der Teufel konnte es auch nicht

August Leskien und C. Brugmann, Litauische Volkslieder und Märchen. Straßburg 1882.
- Furchtlos
- Der weiße Wolf

Dowojna
- Die Toten verzehren die Kirchenkerzen
- Der bestrafte Todesengel
- Die Hochzeit des Bischofs

Weitere Märchen
Folkloristische Bestände der litauischen wissenschaftlichen Gesellschaft beim Institut für litauische Sprache und Literatur an der Akademie der Wissenschaften der Litauischen SSR.
- Der Fuchs und der Sperling (siehe: Der Fuchs im Märchen)
- Der Bär und der Hahn
- Das Katerchen, der Hund und das Pferd
- Der Bär mit dem Lindenholzfuß
- Die Fledermaus, die Klette und der Wasserläufer
- Der Igel und der Kadaver
- Die Mücke und die Bremse
- Der Streit mit dem Frost und der Sonne
- Der Tod im Schnupftabaksbeutel
- Vom eisernen Wolf
- Die Schlange als Gattin
- Die in eine Schlange verwandelte Prinzessin (vgl. Die Königstochter als Schlange)
- Jokimas und sein Vater Grumpis
- Kamas und sein verwunschener Sohn
- Elenėlės Dienst
- Von einem Mann, der Sonne, dem Mond und dem Wind
- Die Wahrheit und die Lüge
- Die Geschenke der Monate
- Die Gerste des Knechtes
- Wie dem heiligen Petrus die Haare ausgerupft wurden (auch Wie der heilige Petrus seine Haare verloren hat)[19]
- Der Dienst des Teufels
- Auf den Teufel schimpfen sie immer
- Der Teufel und die drei Männer
- Der Teufel als Taufpate
- Perkūnas, der Teufel und der Musikant
- Der Teufel als Helfer
- Jonas Didleibis
- Der streitsüchtige Mann
- Star oder Drossel
- Die Gebete
- Wie soll man ihn begraben?
- Wer da rufen will, der mag rufen
- Die faule Frau des Petras
- Die enttäuschte Tochter
- Wer eine Haspel schneidet, dessen Frau den Tod erleidet
- Die Hausfrau und der Bettler
- Die beiden Lügner
- Jägerlatein

Handschriftensammlung der litauischen Folklore des Instituts für litauische Sprache und Literatur an der Akademie der Wissenschaften der Litauischen SSR.
- Der Kleine hat den Großen geschlachtet
- Wolfsgespräch
- Der alte Wolf
- Freundschaft zwischen Hund und Wolf
- Das Lied des Wolfes
- Die Krähe und der Krebs
- Der Storch und seine Kinder
- Der Tod der drei Mücken
- Der Herr, der Igel und der Heller
- Die Schwester mit den neun Brüdern und der neunköpfige Drache
- Der Sohn, der dem Teufel versprochen war
- Lipnikėlis
- Čiužiukėlis und die Laumen
- Das Böcklein und die Teufel
- Das Mädchen Aguonėlė
- Mägdlein Uogelė
- Die Schlange Weißhaut (vgl. Die Frau der Schlange)
- Die Braut aus der Darre
- Warum die Frauen nicht gleich sind
- Die junge Frau, die zu einem Entlein wurde
- Die neun jungen Frauen und die Schwester
- Die fliegenden Haselnüßlein
- Die kleine Kuh des Waisenmädchens
- Kastutė
- Die böse Stiefmutter
- Die Stieftochter und der Bär
- Der Wunderring
- Das rote Mädchen
- Warum die Hunde klug sind
- Das ungewöhnliche Kind
- Das glückliche Kind
- Wie die Tochter des Herrn zum Lachen gebracht wurde
- Fingerlang
- Das Glück des Armen (auch Das Glück der Armen)[8]
- Die frierende Schwester
- Der verwilderte Königssohn
- Das ungewöhnliche Nachtquartier
- Die erste Arbeit
- Gott als Gast
- Der Herr, der in ein Pferd verwandelt wurde
- Der erzürnte Heilige
- Der starke Knecht
- Der unerwartete Fürsprecher
- Der Teufel und der Gutsaufseher
- Wie ein Mann mit dem Teufel verhandelte
- Die Leiden des Flachses
- Der Bettler und der Heller
- Die Abenteuer des Dummen
- Als es Kringel schneite
- Die heilige Ich-esse-nichts
- Die Zigeuner als Zauberer
- Die Schlammpeizger in der Scheune
- Die günstigste Zeit zum Fischen
- Der Speck aus der Hölle
- Mein Land bearbeite ich
- Alles geht schief
- Der Lügner
- Die Elsternkirche
- Die Größe des Mastborgs
- Das Weizenbrötlein
- Das Ziegenböcklein
- Das zerschlagene Hühnerei
- Der Zaunkönig
- Geißlein Kurzschwänzlein
- Die Geschenke der Hochzeitsgäste

Litauische Folklore, Gesamtred K. Korsakas, III–IV. Vilnius 1965–1967.
- Der Birkhahn und der Fuchs (vgl. Der Hahn und der Fuchs)[18]
- Der Tausch des Fuchses (siehe: Der Fuchs im Märchen)[19]
- Das Katerchen, das Hähnchen und der Fuchs[19]
- Der Bär und die Nachtigall[19]
- Der Kleine bringt den Großen um[19]
- Der Gesang der Tiere[19]
- Die Haustiere und der Wolf[19]
- Die Mäuse und der Kater[19]
- Gutes wird mit Bösem vergolten[19]
- Die Stechmücke, der Löwe und der Mensch[19]
- Der Igel und der Kadaver[19]
- Das Pechkälbchen[19]
- Die Bärenwolle[19]
- Der Gesang des Wolfes[19]
- Väterchens Mühle[19]
- Striubė Bubė[19]
- Der Gutsherr, der Igel und ein Skatikas[19]
- Die Beichte der Tiere[19]
- Die Papiere des Wolfes[19]
- Daina[19]
- Der Beifuß und der Spatz[19]
- Das Hähnchen ist erstickt[19]
- Das Hühnchen, das Mäuschen und die Bohne[19]
- Die silbernen Schlüsselchen[19]
- Ein Bruder will seine Schwester heiraten[19]
- Der Tod als Pate[19]
- Die Prinzessin, die in einen Wurm verwandelt war[19]
- Das Mädchen Beerenklein[19]
- Jonas und sein Pferd[19]
- Die drei Brüder[19] (vgl. Der goldene Vogel)
- Das verwunschene Schloß[19]
- Der Hütejunge des Wahrsagers[19]
- Mond, Wind und Frost[19]
- Das Glück und die Not[19]
- Die Leiden des Flachses[19]
- An einem Bohnenstengel in den Himmel[19]
- Der König und der Dieb[19]
- Zwei Brüder[19]
- Das Rätsel der Witwe[19]
- Die Hochzeit des Lügners[19]
- Das Schlachten des Mastschweins[19]
- Eine Kirche, die keiner gesehen hat[19] (auch Die Kirche, die keiner gesehen hat)[19]

Verschiedene litauische Märchen I–IV. Chicago 1903–1905.
- Die befreite Königstochter[18]
- Der Königssohn und der kupferne Wolf[18]
- Die Verlobte des Bruders[18]
- Die Geschenke des Frostes[18]
- Das Märchen von den drei Brüdern[18]
- Die drei Königssöhne[18]
- Das Märchen vom Großvater und von der Großmutter[18]
- Das Unglück[18]
- Der Sohn ohne Glück[18]
- Giltinė und Laimė[18]
- Der König der Wölfe[18]
- Der Hirte des Pfarrers[18]
- Die Bohne bis in den Himmel[18]
- Des Teufels graue Stute[18]
- Der Riese und der kleine Motiejukas[18]
- Wenn die Wölfe heulen[18]
- Die drei Dummen[18]
- Der alte Jäger[18]
- Herr Storch und Frau Kranich[19]
- Der zwölfköpfige Drache und der Königssohn[19]
- Der Kaufmannssohn und das Schwanenfräulein Gulbė[19]
- Die schlechte Schwester[19]
- Das Bärenhäuschen[19]
- Mildutė[19]
- Von einer schlauen Magd[19] (auch Von einer schlauen Magd, die ein Gutsherr geheiratet hat[19], vgl. Die kluge Bauerntochter)
- Von Jonas, einem Gutsherrn, einem Ochsen, Hunden und Hochwürden[19]
- Von einem General, der drei Frauen hatte[19]
- Wie ein schlauer Knecht seine Bäuerin ihrem Liebhaber abgewöhnte[19]
- Vom dummen Schwiegersohn[19]
- Das Schwein als Taufpatin[19]
- Von den Alkoholschmugglern und dem Pflüger[19]
- Liudviks und Pliudriks[19]
- Wie ein Stiefsohn eine Königstochter geheiratet hat[19]

Weitere Märchen
Der litauische Katechismus des M. Daukša. Sankt Peterburg 1886.
- Sigutė

Folkloristische Handschriftensammlung des Staatlichen Konservatoriums der Litauischen SSR.
- Das Kälbchen

Handschriftensammlung der Bibliothek des Instituts für litauische Sprache und Literatur an der Akademie der Wissenschaften der Litauischen SSR.
- Die drei Seelen, der Stern und der Mond
- Die Sonne und die Mutter der Winde

Litauische Märchen. Vilnius 1905.
- Der Schwan, des Königs Gemahlin[18]
- Eglė, die Königin der Nattern[19] (auch Egle)[8]
- Gulbė, die Frau des Königs[19]
- Sigutė[19]
- Das Wasser-Handtuch-Peitschen-Schloß[19]

Litauische Märchen I–III. Shenandoah / Pa. 1898–1902.
- Das zweiköpfige Roß
- Das Feuer der Hexe

Märchen der Breiten Masse (aufgezeichnet im Jahre 1835 in den Kreisen Kretiai, Palonga, Gundene).
- Die Mücke, der Löwe und der Mensch
- Jonas und Knochenweib
- In die Hölle mit dem Kuchenbrot
- Der Sohn als Dieb
- Das lange Märchen

Märchen über Vögel, Žemaitische Tierfabeln. Heidelberg 1913.
- Der Igel geht Hefe holen

Mitteilungen der Litauischen Literarischen Gesellschaft. Band 1–6, Heidelberg, Winter, 1880–1912.
- Feuerstein[18]
- Kieselhart[19]

Nordlitauische Märchen. Vilnius 1974.
- Der Bienenhirt

Unsere Folklore, Zsn. Band 1–10, Kaunas 1930–1935.
- Warum der Krebs rückwärts geht
- Die erste Arbeit des Tages
- Gott und die gestohlenen Brotlaibchen
- Wie der Herrgott und der hl. Petrus Getreide dreschen
- Vom habgierigen Schmied
- Onytė und Elenytė
- Beim lieben Gott zu Besuch

Volkskundliche Arbeiten, Zsn. Band 1–7, Kaunas 1935–1940.
- Die Frau, die nicht spinnen wollte

Weitere Bücher
Märchen europäischer Völker – Märchen aus Finnland und dem Baltikum. Bertelsmann, Gütersloh 1970er.
- Der alte Vater Frost und sein junger Sohn
- Wie ein Mädchen als Hexe viele Jünglinge zu Tode quält
- Hundert Hasen
- Die Frau, die böser war als der Teufel
- Die Fliege und die Laus
- Der Kampf mit dem Riesen
- Von einem Soldaten, der vom General zum Ziegenhirten wurde
- Der Hund und die Ziege
- Von des Kaufmanns Sohn und dem Schwan
- Von einem Königssohn und seinem ungetreuen Diener
- Lügengeschichte
- Von einem Mann, der in einen Wolf verwandelt wurde
- Von einem Knecht, der den Farn blühen sehen wollte
- Vom Leiden des Flachses
- Vom Kater, dem Hahn und dem Fuchs
- Von drei Königstöchtern, die zu Schwänen verwandelt wurden
- Vom Dummling, dessen Freund der Wolf war
- Die Geschichte eines Dummkopfes
- Vom liederlichen Sohn
- Von den drei Brüdern und dem Frühling
- Von einem alten Mann und einer alten Frau
- Von einem alten Mann und seinen drei Töchtern
- Von einem Mann, der dem Teufel drei Jahre diente
- Von den drei Brüdern, die sich ganz ähnlich sahen (vgl. Die zwei Brüder)
- Der Schuster und der Schneider

Baltische Märchen. Verlag Werner Dausien (Hanau), Artia Verlag (Prag) 1981; erzählt von Miloš Malý.
- Warum sich die Katzen erst nach dem Essen putzen
- Guter Rat ist Goldes wert
- Der Ratgeber des Königs
- Der Wind, der Sturm und der Frost
- Wie ein Bauer zu Verstand kam
- Hochmut kommt vor dem Fall

Märchen der Völker der Sowjetunion – Märchen aus dem Baltikum. Raduga-Verlag, Moskau 1988.
- Der Befreier der Sonnenkönigin

### Livland
Oskar Loorits
- Das Werwolfsfell
- Zwei Leichen und ein schwanzloses Pferd
- Die drei guten Worte
- Der Tod auf dem Apfelbaum (vgl. Der Schmied in Rumplbach)
- Das kluge Weib (vgl. Die kluge Bauerntochter)
- Der geizige König
- Die Geldmühle

## Kaschuben
F. Lorentz
- Der hundertjährige Schlaf

## Polen
Gesammelte Volksmärchen des großen Sammler-Quartetts 1837–52 Wóycicki, Berwiński, Lompa und Zmorski
- Von Wolf und Fuchs (O wilku i lisie)
- Das Märchen vom Wolf und vom Hund (Bajka o wilku i o psie)
- Wie ein Hund einem Wolf Stiefel anpasste (O tym, jako pies buty wilkowi sprawił)
- Das Märchen von den Räubern (Bajka o zbójnikach)
- Vom Bären, den Wildschweinen und dem Wandersmann (O niedźwiedziu, dzikach i o podróżnym)
- Die Feindschaft zwischen Hund und Katze (Nieprzyjaźń psa i kota)
- Die Lerche und der Wolf (Skowronek i wilk)
- Vom Fischer und seinen drei Söhnen (O rybaku i jego trzech synach)
- Die Prinzessin und die zertanzten Schuhe (Królewna i zdarte w tańcu buciki, vgl. Die zertanzten Schuhe)
- Von der verzauberten Prinzessin (O zaklęty królewnie)
- Der Teufel als Liebhaber (Kawaler – czart)
- Das Märchen vom Königssohn (O synie królewskim)
- Die Geschichte vom Zauberer (O czarnoksiężniku)
- Vom Toren, der keine Furcht hatte (O głupem, co strachu ni mnioł)
- Der Schmied vor dem Höllentor (Kowol przed piecielneme dwierzamy)
- Vom alten Schmied, der den Tod und die Teufel überlistete (O starym kowalu, co śmierć i diabły zwodził)
- Vom Bauern, der Kranke heilte (Chłop uzdrawia chorych)
- Gänse (Gęsi)
- Die Geschichte vom Königssohn Argelus (O argelusie)
- Vom armen Fischerssohn (O synie ubogiego rybaka)
- Von Bruder und Schwester (O bracie i siostrze)
- Die Kuhhaut (Krówska skóra)
- Von einem Fräulein, das sich in ein Ungeheuer verliebte (O jednej pannie, która potwora pokochała)
- Das Märchen vom Lämmchen (Bajka o baranku)
- Der Glasberg (Szklana góra, 1920 überarbeitet von Bronisława Ostrowska)
- Wie aus dem Knecht ein Herr wurde (Z parobka – Pan)
- Vom Prinzen, der nicht sterben wollte (O królewiczu, co nie chciał umnirać)
- Kachna und Magda (Kachna i Magda)
- Die Monate (Miesiące)
- Was Gewitztheit nicht alles vermag (Czego to chytrość nie może)
- Der bärtige Alte (Brodaty dziad)
- Die Hochzeit der Wichtelmännchen (Wesele krasnoludków)
- Vom königlichen Taufpaten (O krześniku królewskim)
- Vom Mäusepelz (O mysim kożuszku)
- Vom armen Mädchen, das Königin wurde (Uboga dziewczyna, która została królowa)
- Vom kühnen Bauern, der König wurde und sich die Frau aus dem Meer holte (O jednym dzielnym chłopie, co został królem i z morza sobie żonę przywiózł)
- Ein Ofenhocker wird Prinz (Piecuch królewiczem)
- Der Zauberring (Pierścień magiczny)
- Vom Hexenmeister (O czarnoksiężniku)
- Vom König und seinen drei Söhnen, von denen zwei klug waren, der dritte aber dumm (O królu i jego trzech synach, z których dwóch mądrych, a jeden głupi)
- Von der Prinzessin, die in eine Schlange verwandelt war (O królewnie zaklętej w żmije)
- Der Spielmann (O grajku)
- Der böse Bruder (Zły brat)
- Die Farnblüte (Kwiat paproci)
- Der Teufel als Mönch (Czart zakonnikiem)
- Vom Teufel und dem Bauern (O diable i chłopie)
- Vom Schäfer, der die Sprache der Tiere verstand (O owczarzu, co rozumiał zwierzęta mówio)
- Die beiden Brüder (Dwaj bracia)
- Alibaba und die vierzig Räuber (Ali-babie i czterdziestu rozbójników)
- Dobrodzenniak (Dobrodzenniak)
- Das unbequeme Bett (Madejowe łoże)
- Die schlafenden Ritter (Ryczerze żpiący)
- Der Weg zum Reichtum (Droga do bogoctwa)
- Vom Knecht, der eine Hexe ausspürte (O jednym parobku, co czarownicę wypatrzył)
- Hexensabbat (Sabat czarownic)
- Twardowski (Twardowski)
- Die kluge Kasia (O mądryj Kasi)
- Von der Pycina (O pycinie)
- Vom Beutel, der Kasia das Arbeiten lehrte (Jak to torba nauczyła Kasię robić)
- Markolf (Marchołt)
- Blutschande (Kazirodztwo)
- Vom Soldaten, der König wurde (O żołnierzu, co został królem)
- Armut in der Jugend oder im Alter (Bieda w młodości czy na starość)
- Die zwölf Räuber (O dwunastu zbójcach)
- Vom Janosik (O Janasiku)
- Der Räuber Kubik vom schwarzen Dunajec und sein Geld (O zbóju Kubiku z cornego donajeca i jego piniądzach)
- Die Räuberpredigt (Zbójnickie kazanie)
- Der Heilige von Szaflary (święty w szaflarach)
- Von den Bauern, die ihre Stuten verschachern wollten und dabei ihre Frauen vertauschten (Chłopi, co chcieli zahandlować kobyły, a zahandlowali baby)
- Das Märchen vom Dummen, der bei einem Bauern diente (Bajka o głupim, co służył u gospodarza)
- Vom Bauern, der eine böse Frau hatte (O jednym chłopie, co mniał zło zune)
- Trau keinem Weibe! (Nie dowierzaj babie!)
- Vom Mann, der seine Frau tadelte (O męzu, co na zune gadał)
- Die verzauberte Ziege (O uroczony kozy)
- Die Geschichte vom Dieb (O złodzieju)
- Er suchte und lernte die Sorgen kennen (Szukał i poznał biedę)
- Die Geschichte vom klugen und vom dummen Bruder (O dwoch braci mądrym i głupim)
- Vom Pfarrer und vom Kantor (O księdzu i organiście)
- Die Glücksmütze (Scęśliwa capka)
- Der Bauer und der Knecht (Gospodarz i parobek)
- Der Raub in der Schenke (Okradzenie karczmy)
- Die drei Betrüger (Trzej oszuści)
- Das Geld im Stiefelschaft (Nazalek cholewę)
- Die listigen Diebe (Jak to złodzieje umią sztuderować)
- Geteilter Lohn (Podział nagrody)
- Vom Buch, das wahrsagen konnte (Wróż świerzcz)
- Vom Kater und seinen Lohn (O kacie)
- Das Pferd mit dem Zunder im Ohr (Koń z hubką w uchu)
- Vom dummen Wojtek (O jednym głupim wojtku)
- Der Ungar und der Gorale (Węgier i góral)
- Der Pfarrer und der Bauer (Plewąn i chłop)
- Vom Herren, der gerne Märchen hörte (O panie, co lubiał słuchać przepowiastków)
- Vom Ziegenböckchen (O koziołku)
- Von Maciuś und Kubuś (O Maciusiu i o Kubusiu)
- Vom Menschenalter (Wiek ludzki)
- Die Erschaffung des Weibes (Stworzenie kobiety)
- Die Pilze (Grzyby)

Gesammelte Volksmärchen von Antoni Józef Gliński (Bajarz polski, 1853)
- Von dem redenden Spieglein und der in Schlaf versenkten Prinzessin (O zwierziadelku gadajacem i o uspionej królewnie, vgl. Schneewittchen)
- Jagnisia (vgl. Aschenputtel)

Gesammelte Volksmärchen von Oskar Kolberg (Lud, 1857–90)
- Das Märchen vom Schlangenkönig (O wężonym Królu)
- Belohnte Mildtätigkeit (Dobroczynność)

Kazimierz Władysław Wóycicki
Volkssagen und Märchen. Schlesinger’sche Buch- und Musikhandlung, Berlin 1839.
- Die Pest
- Der böse Blick (Morskie Oko)
- Das Hasenherz
- Der Windreiter
- Der Teufelstanz
- Hans (Jaś)
- Vom Werwolf (auch Die Wehrwölfe)[22]
- Die Grotten im Schwarzen Berge
- Die Pestjungfrau
- Der Homen[22]
- Der Geisterzug
- Bergestürzer und Eichenreißer
- Twardowski
- Madey
- Boruta (Boruta)
- Die Kröte
- Die Pfeife[22]
- Knüppel, raus!
- Der Hexenmeister und sein Lehrling
- Der Glasberg
- Die drei Brüder (Trzej bracia, vgl. Der Apfelbaum des Königs)
- Die Eiche und der Schaafpelz[22]
- Die Geschwister[22]
- Das Gespenst[22]
- Der arme Student (O studentach)
- Die Flucht (Ucieczka)
- Die Krähe
- Das Täubchen[22]

Klechdy, starożytne podania i powieści ludu polskiego i Rusi. Warschau 1974.
- Die Entstehung des Sees Morskie Oko in der Tatra

Oskar Kolberg
Lud, jego zwyczaje, sposób życia, mowa, podania, przyslowia, obrzędy, gusta, zabawy, pieśni, muzyka i tańce. Band 1 –23, Warschau, Krakau 1857–1890.
- Die Füchsin und der kleine Wolf[24] (siehe: Der Fuchs im Märchen)
- Der Fuchs und der Adler[24] (vgl. Der Adler lehrt den Fuchs fliegen)
- Der Igel, der es eilig hatte[24]
- Die drei Prinzessinnen[24]
- Die zwei Äpfel[24]
- Die Zauberin und die Menschenfresserin[24]
- Der goldene Ballon[24]
- Die sieben Rabenbrüder[24] (auch Die sieben Raben[25], vgl. Die sieben Raben und Die zwölf Brüder)
- Hemp-hamp[24]
- Die Magd, die mit dem Teufel getraut wurde[24]
- Der undankbare Tote[24]
- Die zwei Königssöhne[24]
- Der gläserne Berg[24] (vgl. Die Prinzessin auf dem gläsernen Berg)
- Bogdynek und die Prinzessin[24]
- Vom Königssohn und seinem Freund, dem Raben[24] (vgl. Der goldene Vogel)
- Das Zauberwasser[24]
- Bestrafte Untreue[24]
- Der starke Bartek[24]
- Der kluge Hahn[24]
- Der Zauberberg, der Susanna hieß[24]
- Madejs Lager[24]
- Der Wunderhahn[24]
- Der kluge Prinz und die drei Krähen[24] (auch Das Rätsel,[26] vgl. Das Rätsel)
- Der Prinz und der diebische Rabe[24]
- Die drei guten Warnungen[24]
- Vom Bettler, der König wurde[24]
- Der Wildschütze[24]
- Die Teufelsbrücke[24]
- Die schwatzhafte Frau[24]
- Macieks Schulden[24]
- Schelmerei eines Bauern[24]
- Die Farnblüte[24]
- Vom Bauernknecht und seinen sieben bösen Geistern[11]
- Vom heiligen Matthäus[11]
- Die Strafe für Kuppelei[11]

Gesammelte Werke von Oskar Kolberg. Das Gebirge und das Vorgebirgsland.
- Verborgene Schätze im Tatragebirge
- Der Bauer und der Bär
- Die Räuber
- Der Bauer und seine Frau

Władyslaw Kosiński: Materialien zur Volkskunde der Beskidengóralen. 1883.
- Wie der Giewont und der Czerwony Wierch entstanden
- Vom Räuberhauptmann Janosik
- Der Jansosik und das Weib
- Ein Räuber wird zum frommen Menschen
- Wie die Sankt Annakirche in Nowy Targ entstand
- Die drei starken Brüder
- Die Befreiung der verzauberten Jungfrau
- Die Tochter und die Stieftochter
- Das Patenkind der Königs
- Der goldene Vogel
- Bruder und Schwester
- Die zwei Brüder
- Die Unschuld kommt an den Tag
- Der Teufel Ryga
- Der Teufel auf der Hochzeit
- Die Tochter des Kaufmanns
- Das Rätsel des Schusters
- Vom Jungen, der die eigene Mutter heiratete
- Die Geschichte des Soldaten
- Vom Soldaten, der König wurde
- Die Müllerstochter Marysia
- Von drei Söhnen, die ein Schäfchen hüteten
- Der Meisterdieb
- Der kluge Dieb
- Der Narr
- Der dumme Jan
- Der dumme Matthäus
- Der trächtige Bauer
- Von den Heiligen, die den Speck aufaßen
- Der Bauer und sein Knecht
- Wie die Stadt Kozi Targ versank
- Der Zauberer
- Der Brudermord
- Der Schulze wird zum Mörder

Weitere Sammler
Tylka-Suleja Andrzej: Ziemia. 1933.
- Warum die Bergbewohner so arm sind

Wojciech Brzega: Volkskundliches Informationsmaterial über die Tatragóralen. Lud 1910.
- Die Prophezeiungen der Königin von Saba
- Vom Soldaten, der sieben Jahre diente
- Gottes Zeitrechnung und die des Menschen
- Der hochmütige König
- Das geheimnisvolle Pferd
- Wie der Herrgott die Zeit rechnet
- Das Holz des heiligen Kreuzes

Stanisław Czernik: Sagen des polnischen Volkes. Warschau 1957.
- Alles mit Maß

Bronisław Dembowski: Märchen und Erzählungen des Jan Sabala aus Kościelisko. Wisla 1892.
- Das Schwein und der Bauer
- Der heilige Petrus
- Der Teufel und die Stute
- Der Mattes und der Jakob

W. Doroszewski: Literatura podhalańskie. Krakau 1972.
- Die Brautprüfung

M. Federowski: Lud Bialoruski. Krakau 1902.
- Die Fliege und der Floh

Viera Gašparíková und Teresa Komorowska: Das Geschenk der Räuber. Polnische und slowakische Erzählungen aus der Tatra. Warschau 1976.
- Der Räuberhauptmann Janosik und der Räuber Rinaldo
- Bei den Räubern in der Lehre
- Der Schatz unter dem Birnbaum

Seweryn Goszczyński: Ein Tagebuch über die Reise in der Tatra. Petersburg 1853.
- Der Mönch
- Ein Geist bittet um Erlösung

Helena Kapełuś: Bajka ludowa w dawnej Polsce. Warschau 1968.
- Die Räuberpredigt

Helena Kapełuś und Julian Krzyżanowski: Hundert Volksmärchen. Warschau 1957.
- Der glückbringende Hut

Jan Kasprowicz: Bajki, klechdy i baśnie. Krakau 1932.
- Morskie Oko
- Die schlafenden Ritter im Tatra-Gebirge

Z. Kłodnicki: Handschriftliche Privatsammlung.
- Die junge Witwe

Otto Knoop: Posener Märchen. Lissa i. P. 1909.
- Der Geigenspieler und die Seele
- Der Tote in der Kirche

Izydor Kopernicki: Erzählungen der Beskidengóralen aus der Gegend von Rabka. Krajowej 1891.
- Der Räuberhauptmann Janosik
- Wie der Hund dem Wolf Schuhe machte
- Die zwei goldenen Federn

Julian Krzyżanowski: Mądrej glowie dośé dwie slowie. 2 Bände, Warschau 1960.
- Der Hase

F. Lorentz: Teksty pomorskie czyli slowińsko-kaszubskie. Krakau 1913–1924.
- Die Kirchenmaus und die Hausmaus
- Die Sonne und der Wind
- Das Hausgesinde und der Hahn

Lud: Organ Polskiego Towarzystwa Ludoznawczego. Band 1–35, Lwów 1895–1937, Band 36ff. Wroclaw 1946ff.
- Der Schlangenkönig[24]
- Der Junge[24]
- Der heilige Georg spielt auf dem Mond[11]

Gustaw Morcinek: Baśnie śląskie. Warschau 1958.
- Wie Susanka Patin bei den Wassergeistern wurde

Władysław Orkan: Różne gadki z Podgórza. Kalendarz Siewca. Krakau 1897.
- Die Erschaffung der Tatra

A. Piotrowski: O wilczku. Tygodnik Ilustrowany. 1902.
- Der Wolf

L. Siemieński: Królowa Baltyku.
- Die Königin des Baltischen Meeres

Henryk Sienkiewicz: Sabałowa bajka. Czas 1889.
- Das Märchen des Sabala

Dorota Simonides: Handschriftliche Privatsammlung.
- Ein Teufel hält es nicht aus
- Die dumme Frau
- Wie ein Bauer Mutter wurde
- Die heilige Beichte
- Der gute Ablaßprediger

Andrzej Stopka
Sabala, ein Porträt, ein Lebenslauf, seine Märchen, Erzählungen, Lieder und Melodien. Krakau 1897.
- Wie der Herr Jesus den Menschen erschuf
- Wie das Weib erschaffen wurde
- Der Bär und der Ochse
- Die Feindschaft zwischen Hund und Katze
- Die Not und der Bauer
- Wie der Bauer den Teufel überlistete
- Der leichtgläubige Bauer
- Der Gevatter
- Das Pferd mit dem Feuerschwamm im Ohr
- Der Heilige in Szaflary
- Veni Creator
- Die schlafenden Ritter
- Wie der Herr Jesus mit Petrus und Paulus Pilze säte

Material zur Volkskunde des Tatravorgebirges. Krakau 1898.
- Vom Räuber Kubik aus dem Dorf Czarny Dunajec und seinem Geld
- Wir drei Brüder (vgl. Die drei Handwerksburschen)

A. Suleja Bajka Sabały. Gazeta Podtatrzańska. 1904.
- Die Stute und der Bär

S. Ulanowska: O klechdzie ludowej. Wisla 1889.
- Wie die Tiere die Räuber verjagten

Theodor Vernaleken
- Dö drei Dosna (auch Di drei Dosna oder Die drei Dosen)[27][28]

Włodzimierz Wnuk: Erzählungen aus dem Tatragebiet. Krakau 1975.
- Wie Gott das Tatragebirge erschuf
- Ein Mittel gegen die Sauferei
- Wie der Bauer den Tod überlistete
- Der Bauer und der Heilige

M. Wyslouchowa: Z ust górala zakopiańskiego. Lud.
- Die Wassermänner

Juliusz Zborowski
Pisma podhalańskie. Krakau 1972.
- Die Trauerrede

Z opowiadań góralskich o niedźwiedziu. In: Łowiec. 1933.
- Der Bär

Roman Zmorski: Podania i baśni ludu na Mazowszu. Wroclaw 1852, Warschau 1902.
- Das Gruseln
- Die zwei Kameraden
- Jaś, der Geigenspieler und die Königin Bona

Weitere Märchen
Materyaly Antropologiczno-Archeologiczne i Etnograficzne wydawane staraniem Komisyi Antropologicznej Polskiej Akademii Umiejętności w Krakowie. Band 1–14, 1896–1919.
- Die Eule und ihre Jungen
- Wyrwidąb, Waligóra und Maciek Siekiera
- Der eiserne Wolf
- Der alte Schmied
- Von der Not
- Der jüngste Sohn und sein Fohlen
- Jagnisia
- Die verzauberte Geige
- Der dumme Jacek
- Die Prinzessin mit der Nadel im Kopfe
- Woher der Branntwein kommt
- Das dumme Mädchen

Bajki Warmii i Mazur
- Die verräterische Schwester
- Die Legende vom heiligen Christophorus
- Der goldene Zopf
- Die echte Eva
- Die Freimaurer

Weitere Märchen
- Wie der Hund dem Wolfe Schuhe besorgte (Zbiór Wiadomości do Antropologii Krajowej, wydawany staraniem Komisyi Antropologicznej Akademii Umiejętności. Band 1–18, Krakau 1877–1894.)[24]
- Zapiecek (Przyjaciel Ludu 1836)[24]
- Die Wildgänse (Przyjaciel Ludu 1844)[24]
- Die Pilze (Udziela: Grzyby, Wisla 1895)[24]
- Predigt für die Räuber (Orkan Kalendarz Siewca, 1897)[24]
- Die Beichte des Räubers[23]
- Der Bauer und der Ochse[23]
- Die erfolgreiche Heilung (Wieści. Krakau 1959.)[23]
- Wie eine Kirche im Tatragebirge versank[23]
- Der goldene Keller im Koscielisko-Tal (Ziemia. 1932.)[23]

Weitere Bücher
Märchen europäischer Völker – Märchen aus Polen Ungarn und der Slowakei. Bertelsmann, Gütersloh 1970er.
- Wie die Freude zu den Menschen kam
- Der Drache von Wawel
- Die beiden Brüder
- Das Opfer Wandas
- Messire Twardowski
- Simon, der Taugenichts
- Der Hahn und der Wind
- Wie eine geschwätzige Bäuerin durch Klugheit und List belehrt wird
- Der arme Bauer und der König
- Der Ofenhocker
- Gott weiß zu bestrafen

Polnische Märchen. Artia Verlag, Prag 1990; erzählt von Oldřich Sirovátka.
- Der Schäfer und die Prinzessin
- Vom tapferen Hähnchen
- Von der gerechten Strafe
- Mensch oder Vogel?
- Die Prinzessin und die Räuber
- Wie der Hund den Wolf überlistete
- Die verwunschene Schwester
- Wie das kluge Pferd dem Bauernsohn zum Königsthron verhalf
- Der gedemütigte König
- Von den drei schwarzen Hunden
- Die Prüfung
- Der Bauer und sein Knecht
- Der gute Wichtelmann
- Der fleißige Beutel
- Der Spatz und der Kater
- Vom Dummen, der keine Furcht kannte
- Der verärgerte März
- Von einer Pferdehaut, die weissagen konnte
- Der Schmied und der Teufel
- Das Bärenjunge
- Die Erbschaft
- Bärensohn
- Der betrogene Wolf
- Der schlaue Bauer
- Macek, der Faulpelz
- Der Maurer und der Teufel
- Die verkaufte Bauersfrau
- Der traurige Hase
- Einäuglein, Zweiäuglein, Dreiäuglein
- Ein Schlaukopf
- Das verwunschene Haus
- Wie der Faulpelz Prinz wurde
- Wie der Schmied in den Himmel kam
- Der König und sein Narr
- Der Tanz mit dem Teufel
- Hund und Katze
- Das Schloß auf dem Glasberg (vgl. Der Teufel mit den drei goldenen Haaren)
- Der redselige Zigeuner
- Die Lerche und der Wolf
- Der verlogene Ziegenbock
- Die Wette
- Drei Wünsche (vgl. Der Arme und der Reiche)
- Die Schwarze Stadt
- Ein verlorener Wettlauf
- Der kleine Wojtek
- Wie der Gänserich den Fuchs überlistete (vgl. Der Fuchs und die Gänse)
- Jaschek
- Es war einmal

Polnische Märchen. Verlag Neues Leben, Berlin 1984, Ursula Krause.
- Die Blume des Amethyst
- Der Hirtenknabe
- Das Zauberbuch
- Schuster Leisten und Enterich Quak
- Wie ein Schäfer sein neugieriges Weib strafte
- Das gräßliche Ungeheuer
- Von zwei Mädchen, einem bösen und einem guten
- Zwei Brüder
- Die jungen Jahre
- Der Bauer ein König
- Großmütterchen erzählt
- Die Farnblüte
- Wie das mit dem Flachs war
- Der Hirsch mit dem Silbergeweih

## Kunstmärchen aus Polen
Adolf Dygasiński
- Der Sohn der Reichen (Syn Boginki)
- Byś und Dyś (Byś i Dyś)

Halina Górska
- Die Blume des Amethyst (Kwiat ametystu)

Maria Konopnicka
- Wie das mit dem Flachs war (Jak to ze lnem było)

Józef Ignacy Kraszewski
- Die Farnblüte (Kwiat paproci)
- Mistrz Twardowski (Meister Twardowski)
- Von der Prinzessin, die zaubern konnte (O królewnie czarodziejce)

Kornel Makuszyński
- Schneider Nadelfein (Krawiec Niteczka)
- Schuster Leisten und Enterich Kwak (Szewc Kopytko i Kaczor Kwak)

Artur Oppman (Or-Ot)
- Die goldene Ente (Złota kaczka)
- Der Basilisk (Bazyliszek)
- Die Sirene (Syrena)

Włodzimierz Perzyński
- Wie Dudek augenblicklich erwachsen wurde (Jak Dudek został od razu dorosłym człowiekiem)
- Herr Übereilig (Pan Rozpędek)

Henryk Sienkiewicz
- Eine Fabel (Bajka)
- Die Seglerlegende (Legenda żeglarska)

Aleksander Szczęsny
- Vom Kleiderhaken (O kołku do wieszania odzieży)
- Vom bösen Zauberer und der wundersamen Gusli (O złym czarowniku i cudownej gęśli)

## Rätoromanen
Giovanni Alton
- Der Wolf und das Messer mit neun Kreuzen

G. Barblan, Annalas da la Societad Retorumantscha, Band 24, S. 237, 1909.
- Die Börse, das Horn und die Mütze

Chr. Bardola, Rätoromanische Chrestomathie, 13 Bände, Erlangen 1888–1919.
- Der Glasberg oder das gläserne Schloß (vgl. Die Jungfrau auf dem gläsernen Berg)
- Der schwarze Berg oder die schwarze Wand
- Der Siebenkluge

Gian Bundi
Annalas da la Societad Retorumantscha, Band 15, 1901.
- Dreizehnerlein[29]
- Die Bettler von La Punt[29]
- Das wilde Männlein[30]
- Der Drache von God Nair[30]
- Die Drachen und der Holzfäller[30]

Italo Calvino, Fiable Italiane, Band 1, 1956.
- Quaquà! Häng dich dran!
- Eine Nacht im Paradies
- Unser Herr und Sankt Petrus im Friaul

Caspar Decurtins, Rätoromanische Chrestomathie, 13 Bände, Erlangen 1888–1919.
- Die Seele des Riesen[29]
- Sankt Jakob in Galizien[29]
- Der Sonnenprinz[29]
- Die Stieftochter[29]
- Der Vogel, der die Wahrheit sagt[29] (vgl. De drei Vügelkens)
- Die goldene Ampel[29]
- Die drei Winde[29]
- Die Prinzessin aus alter Zeit[29]
- Der Jäger[29]
- Die beiden Freunde[29]
- Das Märchen von Unserem Herrn[30]
- Der Drachentöter[30]
- Bohne, Bohne, ich schneide dich entzwei[30]
- Die Schwanenjungfrau[30]
- Vom Knaben, der das Paradies suchte[30]
- Der Halbling[30]
- Von dem, der die Sprache der Tiere konnte[30] (vgl. Die drei Sprachen)
- Die drei Köhler[30]
- Der mit dem Bärenfell[30]
- Der dankbare Frosch[30]
- Die sieben Jungfrauen[30] (vgl. Die zwölf Brüder)
- Die Patin[30]
- Die beiden Gefährten, die nach Einsiedeln pilgerten[30]
- Die verwunschenen Äpfel[30]
- Der Diener und der Zauberer[30]
- Der Einsiedler[30]
- Die Kerze[30]
- Das Mädchen und der Große Räuber[30]
- Die schwarzen Kirschen[30]
- Der König von Spanien oder Sankt Laurenz[30]
- Der Vogel[30] (vgl. Vogelkopf und Vogelherz)
- Der Zauberschüler[30]
- Das Mädchen ohne Arme[30]
- Curia, schöne Curia[30]
- Der Fischer und der Fisch[30]
- Barba Giatgen und Gionlin[30]

Toni Halter
- Die goldenen Tränen

S. Loringett, Annalas da la Societad Retorumantscha, Band 43.
- Jacob und Josep
- Die Geschichte von der Laterne
- Der Prinz Ludivic
- Die Geschichte vom Waldbruder
- Der Sohn, der drei Nächte an des Vaters Grab wacht
- Der Vater, der seine Tochter heiraten wollte

Christian Schneller, Märchen und Sagen aus Wälschtirol, 1867.
- Der Schuster
- Der Sohn der Eselin

Leza Uffer
Rätoromanische Märchen und ihre Erzähler, Basel 1945.
- Das Märchen von Cuonz und Cuonzessa
- Die Ziege des Schmieds

Die Märchen der Weltliteratur – Rätoromanische Märchen. Eugen Diederichs Verlag, Düsseldorf / Köln 1973, Leza Uffer (Hrsg. und Übers.).
- Die weiße Katze
- Allerlei Farben
- Der Geist, der den Barbier spielt
- Bucobello
- Gion der Geißhirt
- Der Prinz und die schöne Petersilie
- Die Geschichte vom Wasser des Lebens

Karl Felix Wolff, Dolomiten-Sagen, 1913.
- Der Hirt vom Munt Cristal (auch Der Hirte vom Monte Cristallo)

Dolfo Zorzut
- Seht zu, daß ihr dem Fremden nichts Böses tut
- Wenn du einen Sack voll Sünden hast

Weitere Märchen
- Goldhaar
- Abraham und Abramessa
- Die Frau Madrisa

## Schweiz (nichtdeutscher Sprachraum)
Carla Berri
- Das Versprechen

Jolanda Bianchi-Poli
- Der Fuchs und der Wolf im Brunnen
- Der Wolf und der Fuchs in der Alphütte (siehe: Der Fuchs im Märchen)
- Der Bauer und die Schlange (vgl. Vom Bauer, der Schlange und der Füchsin)
- Die Amsel und die Kröte
- Die verlorene Nadel
- Die Geschichte der Glühwürmchen
- Die drei Schwerter
- Der Vogel mit dem goldenen Schweif (vgl. Wieder vom Schlangenbräutigam)
- Der Kater als Gevatter
- Das Märchen von den Katzen und der Seife
- Aschenputtel
- Der treue Diener
- Fiaccone
- Die Höhlenstimmen
- Der Vogel Greif
- Das Sternkind
- Der Silberfisch
- Der tapfere Giuanín
- Der blaue Schleier mit den goldenen Sternen
- Der verrückte Mariello
- Der Dumme und der Gescheite

Ottorino Bianchi-Poli
- Der gekaufte Verstand
- Der Puncion d’Arz

Cleofe Canepa
- Die Wandermadonna

Luigia Carloni-Groppi
- Die drei Hühnchen
- Wie Giovanín ein reicher Herr geworden ist
- Die zwei Buckligen
- Die vier Brüder
- Die Geschichte der zwölf Räuber (vgl. Schneewittchen)
- Die Mutter des heiligen Petrus
- Wie ein Junge dem Teufel versprochen wurde
- Die drei Fürze des Esels
- Propst, Pfarrer und Küster als Liebhaber
- Die Jalapewurzel
- Die Laus ist tot
- Die Fliege auf der Nase
- Die gottesfürchtigen Jungvermählten

M. Correvon, La Fée de Cleibe in Schweizer Archiv für Volkskunde 3 (1899). (französisch)
- Die Fee von Cleibe

Johannes Jegerlehner, Sagen aus dem Unterwallis, Basel 1909. (französisch)
- Die drei goldenen Äpfel
- La Ramée (Märchen)

Keller
- Der Besuch des heiligen Antonius
- Der Herrgott auf Besuch
- Die Geschichte der Cröisc
- Der Teufel und die Frau
- Der Heilige Geist von Mergoscia
- Wie San Carlo für den Teufel gehalten wurde
- Der Felsen von Osogna
- Die Geschichte der Kirche und des Kirchturmes von Isone
- Das Schwert von Isone
- Die Harzer von Calpiogna

Ottavio Lurati (italienisch)
- Der Schmied Sep Antoni[29]
- Die Stimme einer Seele[29]
- Das Kreuzzeichen[29]
- Die Abenteuer des Giovannino[29]
- Christus und Paulus in Menzonio[31]
- Die Ziege des Pfarrers[31]
- Die Hexer von Dandrio[31]
- Der Schatz von Lava[31]
- Der Junge, der immer Hunger hatte[31]
- Die Geschichte von Batista Scorlín[31]

Basile Joseph Luyet, Légendes de Savièse in Schweizer Archiv für Volkskunde 25 (1925). (französisch)
- Der große Januar

Giuseppe Mondada
- Die unpassenden Antworten

Giuseppina Ortelli-Taroni
- Der gemeinsame Acker
- Die geplatzten Hosen
- Der Rebhuhn-Braten
- Maria und der Wolf
- Giuvanín Pipeta
- Die beiden Kesselflicker
- Der Mann aus Eisen
- Der Kastanien-Giovannino
- Die Träne der Mutter
- Der heilige Petrus und der Herrgott
- Der heilige Petrus und der Soldat
- Das Märchen vom dummen Menschenfresser
- Der gutgläubige Bauer
- Die dumme Frau
- Der Hirte von S. Evasio
- Der geizige Don Giovanni
- Wir sind alle Brüder

Vittore Pellandini
Credenze popolari nel Canton Ticino (Arbedo) in Schweizer Archiv für Volkskunde 2 (1898). (italienisch)
- Verspotte die Nachttiere nicht

Racconti di dragoni raccolti nel Canton Ticinio in Schweizer Archiv für Volkskunde 2 (1898). (italienisch)
- Der auferstandene Sohn

Novellette morali raccolte a Bedano (Ticino) in Schweizer Archiv für Volkskunde 4 (1900). (italienisch)
- Die böse Stiefmutter
- Das gute und das böse Mädchen

Arthur Rossat, Les fôles, contes fantastiques patois recueillis dans le Jura bernois in Schweizer Archiv für Volkskunde 15 (1911) bis 22 (1918/19). (französisch)
- Weißröschen und Rosenrot
- Die Gänsehirtin
- Das Feenmärchen
- Der blaue Vogel
- Das Fröschlein mit dem roten Halsband
- Die drei Brüder, die ein Handwerk lernen wollten (vgl. Der Meisterdieb)
- Vom Buben, der nicht ganz gescheit war
- Das Märchen von den drei Zweigen
- Die Seele des reichen Geizhalses
- Der Arschvergolder
- Das alte Pferd
- Das Rothähnchen von Outremont

Elena Sala-Calanchini
- San Carlo vertreibt die Cröisc
- Das Eselchen Roba da poco

Egle Solcà
- Die Madonna von Coldrerio

Jules Surdez, Contes fantastiques du Jura bernois in Schweizer Archiv für Volkskunde 39 (1941/42) bis 40 (1942/44). (französisch)
- Die zwei Tauben
- Das Märchen von der Schlange
- Das Teufelchen
- Das Märchen vom Schuster

Alice Togni
- Das faule Mädchen
- Das Kreuzzeichen

Elisa Tognina
- Der gestohlene Hut

Weitere
- Die Fliegen von Anzonico
- Der Maulwurf von Dalpe
- Die Kirchweih von Quinto

## Slowakei
Pavol Dobšinský
Slowakische Volksmärchen. Bratislava 1966.
- Das Mädchen Goldhaar[32] (auch Goldhaar[33], vgl. Marienkind)

Das Sonnenpferd – Erstes Buch aus der Sammlung der slowakischen Märchen von Pavol Dobšinský. Mladé Letá, Bratislava 1975.
- Die Langnase (auch Die lange Nase, vgl. Die Geschichte von dem kleinen Muck)
- Von einem, der sich niemals fürchtete oder Fürchtenichts (vgl. das gleichnamige Märchen von Božena Němcová)
- Vom Windkönig (auch Der König der Winde, vgl. Der Sonnenkönig, Der Mondkönig, der Windkönig, die schöne Uliana und die zwei Pferdchen von Božena Němcová)
- Drei goldene Birnen (Motiv der Rätselhexe)
- Die drei Raben (auch Die drei Rabenbrüder, vgl. Die sieben Raben und Die zwölf Brüder, siehe auch Božena Němcová: Die drei Rabenbrüder)
- Der Stubenhocker
- Das Sonnenpferd[34]
- Raduz und Ludmila (Motiv der magischen Flucht)
- Das stolze Fräulein (auch Die stolze Jungfrau, Motiv: Drachenkämpfer und König-Drosselbart-Prinzessin)
- Drei Bäume
- Surienka und Atalienka
- Vom Ritter, der die Welt beherrschte
- Das Hirschlein (auch Brüderlein Hirsch, vgl. Brüderchen und Schwesterchen)
- Der gute Schütze
- Gott schenke dir Glück, Brücklein
- Berona (vgl. das Berona-Märchen von Božena Němcová)
- Salz ist wertvoller als Gold (vgl. Die Gänsehirtin am Brunnen und Božena Němcovás Salz ist wertvoller als Gold)
- Drei Täubchen oder Die drei Tauben (vgl. Aschenputtel)[35]
- Der Teufel als Knecht (auch Der Teufel als Holzfäller)
- Der Jäger, der Wunder tut
- Der Krebs als Wahrsager oder Der Krebs als Hellseher
- Das verwunschene Schloß
- Zwölf Brüder und eine Schwester (auch Die zwölf Brüder, vgl. Die zwölf Brüder und Die sieben Raben)
- Der Eiserne Mann (auch Eisenbrecher, vgl. Der Starke mit dem roten Segel)
- Die zwölf Monate

Der verwunschene Wald – Zweites Buch aus der Sammlung der slowakischen Märchen von Pavol Dobšinský. Mladé Letá, Bratislava 1976.
- Der Jüngste von Zwölfen
- Der verwunschene Wald (vgl. Die zwei Brüder und Karel Jaromír Erbens Die Zwillingsbrüder)
- Schlange, Kätzchen und Hündchen (vgl. Der Schlangenkönig)
- Der König der Zeit (vgl. das gleichnamige Märchen von Božena Němcová) und (Der kleine Klaus und der große Klaus)
- Die irdische Schöne (vgl. Božena Němcovás Die Prinzessin vom gläsernen Berg)
- Drei verwunschene Prinzen (vgl. Božena Němcovás Die drei verwunschenen Fürsten und Radovit)
- Das Goldne Land (vgl. Das Wasser des Lebens)
- Der Hirsch mit dem goldnen Geweih (vgl. Der Eisenhans mit Silberhaar)
- Die Zauberlampe (vgl. Aladin und die Wunderlampe)
- Das Schloß aus Eierschalen (vgl. Schwanenjungfrau)
- Der Fünfer und Pustaj (vgl. Der Reisekamerad)
- Die goldnen Brüder
- Die Hexenkönigin
- Janko und Macko (vgl. Die Geschichte von dem kleinen Muck)
- Frau Kätzchen (auch Frau Katze, Erlösungsmärchen mit einer hilfreichen Katze als Schloßherrin, vgl. Die Froschkönigin)
- Vintalko
- Der schwarzhaarige Prinz
- Der größte Faulpelz auf der Welt
- Ein ebenbürtiges Paar
- Der Küchenjunge als Sieger (vgl. Eisenhans)
- Vom armen Müller
- König Feuerbart und Goldhaar (vgl. König Drosselbart)
- Die Jungfrau und der Drache
- Der weise Mat’ko und die Narren
- Weiberwitz

Weitere
- Dalai-Lama (vgl. Božena Němcovás Prinz Bajaja)
- Ascherich (vgl. Božena Němcovás Aschenpeter – Taugenichtsmotiv)
- Das goldene Hufeisen, die goldene Feder, das goldene Haar (Motiv 12 Brüder und ein undankbarer König)
- Ekinchen und Akinchen (vgl. Der liebste Roland) – Magische Flucht
- Pfiffikus (Vier goldene Aufgaben mit Hilfe der Spezialisten vgl. Karel Jaromír Erbens Märchen Der Lange, der Dicke und der Scharfäugige)
- Goldmarie (vgl. Frau Holle und Marienkind) und das gleichnamige Märchen von Božena Němcová
- Die Goldspinnerin (vgl. Rumpelstilzchen, Božena Němcovás Karchen Martin und Samuel Czambels Martin Narzissenbraten)
- Eichenschreck (vgl. Božena Němcovás Der unerschrockene Mikesch)
- Drei Rosen (vgl. Božena Němcovás Die Rosenknospe und Die Schöne und das Tier)
- Der Zauberer, (auch Der Hexenmeister, vgl. Krabat)
- Die Jungfrau Mahulena (vgl. Der treue Johannes)
- Der Rater der Drechsler, der Schütze und der Dieb (vgl. Der Meisterdieb)
- Der verschwundene Knabe (Erlösungsmotiv aus grauer Taube)
- Der Wildschütz
- Klinko und König Kopit (vgl. Der Meisterdieb)
- Rosenännchen (vgl. Die Schöne bei der Nereide und Brüderchen und Schwesterchen)
- Die hölzerne Kuh[37]
- Die Taujungfrau[38]
- Die Drachenbraut[39]
- Witaska[40] (vgl. das norwegische Märchen Das blaue Band)
- Janko und die Meerjungfrau[40] (vgl. Der treue Johannes vermischt mit Dobšinskýs Märchen Das goldene Hufeisen, die goldene Feder, das goldene Haar)
- Vom Menschen, der niemals sündigte[11]
- Die alte Jungfer und der Teufel[11]
- Nebojsa[32]
- Drei Federn vom Drachen oder die Suche nach dem Bösen und nach dem Guten[32]
- Stock, sause los, Flegel, raus aus dem Sack![32]
- Der Richter[32]
- Von den drei Groschen[32]

Samuel Czambel: Die goldene Frau – Slowakische Märchen. Altberliner Verlag Lucie Groszer, Berlin 1971.
- Drei Brüder und drei Prinzessinnen
- Der Prinz beim Windkönig
- Vom tapferen Husaren
- Janko der Befreier (vgl. Der unerschrockene Mikesch von Božena Němcová)
- Vom hölzernen Janko (vgl. Pinocchio, Dulldei und Meika)
- Der Tanz mit den Teufeln
- Die goldene Frau (vgl. Die Frau im goldenen Lebensbaum)
- Fang ihn, Tasche!
- Der getäuschte Teufel
- Die alte Jungfer und der Teufel
- Eine Frau, so weiß wie Schnee und so rot wie Blut
- Der tapfere Janko (auch Terzipilona, Motiv dreier verwunschener Drachen-Fürsten)
- Der verwunschene Frosch (vgl. Der Froschkönig)
- Das Zauberbeutelchen
- Von Djurko, der die Prinzessin befreite
- Janko Wichtelmann (vgl. Däumelinchen, Die wunderbare Reise des kleinen Nils Holgersson mit den Wildgänsen, Wunderbare Fahrten und Abenteuer der kleinen Dott, Le petit Poucet)
- Drei Spinnerinnen (vgl. Die drei Spinnerinnen)
- Palko Juhás
- Adessa, öffne dich! (vgl. Ali Baba und die vierzig Räuber)
- Vom armen und vom reichen Bruder
- Vom Hündchen und vom Kätzchen (vgl. Das Waldhaus)
- Schneewittchen und die zwölf Bergknappen (vgl. Schneewittchen)
- Ob Gutes mit Gutem belohnt werden sollte?
- Das goldene Mädchen aus dem Ei (vgl. Die drei Zitronen)
- Die schöne Stieftochter (vgl. Aschenputtel)
- Die Prinzessin im Igelfell (vgl. Die Geschichte von dem kleinen Muck)
- Der Teufel als Knecht
- Der bestrafte Herr
- Tasche, schüttle dich!
- Die Wahrheit im Sack
- Der Husar und der Tod
- Vom dummen Wolf
- Das verzauberte Heer am Sitno
- Vom Hirten, der die Herren essen lehrte
- Der Herr und der Bauer
- Bauer, Wolf und Fuchs (siehe: Der Fuchs im Märchen)
- Das Korn
- Drei gute Ratschläge (vgl. Die drei Rathschläge)
- Das Rätsel
- Vom durchtriebenen Bauern
- Von einem Betrüger
- Vom klugen Mädchen und dem alten Diener
- Astronom, Doktor und Uhrmacher auf dem Dorf (auch Astronom, Doktor und Uhrmacher auf dem Lande)[32]
- Des Bettlers Reise in den Himmel
- Der Zigeuner als Advokat
- Die klugen Schwestern
- Die größte Lüge (vgl. das türkische Märchen Die vierzig Lügen)
- Vom bestraften stolzen Mädchen
- Was für dumme Menschen es doch auf der Welt gibt

Božena Němcová: Das goldene Spinnrad. Paul-List-Verlag Leipzig, o. A.; ca. 1960, Günther Jarosch (Übers.).
- Die zwölf Monate – Zweischwesternmärchen (auch Von den zwölf Monaten[32] oder Die gute Fee und die zwölf hilfreichen Monate[42], vgl. Frau Holle)
- Salz ist wertvoller als Gold (vgl. Die Gänsehirtin am Brunnen)
- Der Schafhirt und der Drache
- Der Weg zur Sonne und zum Mond (vgl. Der Teufel mit den drei goldenen Haaren)
- Gibt es Gerechtigkeit auf der Welt? (vgl. Die beiden Wanderer)
- Die sechs Rastelbinder und der Teufel
- Die Hexe Katrenka
- Jura und seine Brüder
- Die treue Frau
- Das hoffärtige Mädchen
- Der Türke und die schöne Katharina (auch Von dem Türken und der schönen Katarina)[32]

Weitere Sammler
Viera Gašparíková
Räubererzählungen aus der slowakischen und polnischen Tatra. Bratislava 1979.
- Wie der Jansosik zwei Mädchen beschenkte
- Seit wann zahlt Liptov dem König Strafe?
- Der Schatz des Räuberhauptmanns Janosik

Jánošík, das Sinnbild eines Räubers in der Volkskultur. Bratislava 1988.
- Der Taufpate des Janosik
- Das Geschenk der Hexen

Das goldene Hufeisen, die goldene Feder, das goldene Haar. Slowakische Zaubermärchen. 2 Bände, Bratislava 1984/1985.
- Der Drache ohne Seele
- Das Marzipanhäuschen
- Der Tanz mit den Teufeln
- Die verzauberte Kröte
- Vom Bauernsohn und der Prinzessin

Anton Habovštiak
- Cyrill und Method

Ján Kollár
- Drei Brüder (vgl. Die zwei Brüder)

Mária Kosová
- Vom Kilimer
- Wie der Herr von Gunarovce nach Torbov und der Herr von Bočkorovce nach Harhov ging

Karol Mátyás
Sagen über die Tatra. 1889.
- Das versteinerte Fuhrwerk
- Das büßende Heer
- Das verwunschene Heer

Unser Dorf …, Volkskundliches Studium. Wisla 1893.
- Die Wasserfrau

Andrej Melicherčík: Die Jánošík-Tradition in der Slowakei. Bratislava 1952.
- Jánošík und die reiche Gastwirtin[32]
- Janosiks Zauberkunst[23]
- Wie der Janosik beim König zum Essen war[23]
- Wie der Janosik die Teufel besiegte[23]
- Das Geld des Pfarrherrn[23]
- Der Jansosik am Hofe der Kaiserin[23]

Eva Orsáryová-Krekovičová
- Von dem Schuster, der die Prinzessin zum Lachen brachte

Janko Rimavský
- Das Sonnenpferd

František Šujanský
- Sekula und Mikula

Frank Wollman
- Von der alten Jungfer und dem Knochenmann
- Von den drei Rabenbrüdern (vgl. Die sieben Raben und Die zwölf Brüder)
- Das sprechende Vöglein, der singende Baum und das goldgelbe Wasser (vgl. De drei Vügelkens)
- Der Teufel im Dienst
- Was ist das Liebste?
- Von den drei undankbaren Söhnen
- Die alte Kača und der Teufel
- Wie ein Bauer in Maríková ein Kind bekam
- Vom König Macej
- Von Janošík
- Die Füchsin und der Sperling (vgl. Der Hahn und der Fuchs)
- Krebs und Füchsin um die Wette (vgl. Der Fuchs und der Krebs)

Weitere Märchen
- Vom geblendeten Bruder (Jahrbuch der Slowakischen Museumsgesellschaft)
- Madaj (Jahrbuch der Slowakischen Museumsgesellschaft)
- Vom Hähnchen (Povážja 1847, handschriftliche Zeitung)
- Der Zigeuner als Advokat (Archiv der Slowakischen volkskundlichen Gesellschaft, Bratislava)
- Die Zicklein (Volksalmanach I, 1842–1843)
- Drei gute Ratschläge (Volksalmanach IV, 1845)
- Der Sperling (Volksalmanach V, 1844–1845)
- Der Zaunkönig (Slowakische Ansichten, 1892)

Archiv des Ethnologischen Instituts der Slowakischen Akademie der Wissenschaften, Bratislava.
- Die drei Prinzessinnen und Loktibrada
- Der Schuster und der Teufel
- Hadogašpar, mein lieber Mann!
- Wie viele Gipfel hat die Tatra?
- Pátko und Pustaj
- Das goldene Hufeisen, die goldene Feder und das goldene Haar (vgl. Der zwölfte Sohn)
- Der schönste Traum
- Wie ein Musikant nach Litava aufspielen ging
- Die Ziege und der Gevatter Igel

Weitere Bücher
Märchen europäischer Völker – Märchen aus Polen Ungarn und der Slowakei. Bertelsmann, Gütersloh 1970er.
- Das Holzkindlein
- Das Glück und der Verstand
- Vom Kater, vom Hahn und von der Sense
- Peter und der Zwerg
- Der Lange, der Dicke und der Scharfsichtige
- Das Schicksal
- Der Schafhirt und der Drache
- Das Märchen von Rarasch, dem Kobold
- Der Schuster und der Teufel
- Prinzessin Goldhaar (vgl. Die Jungfrau Goldhaar)
- Der Wolf und der alte Hund
- Raduz und Ludmilla
- Die hölzerne Kuh

Slawische Märchen. Artia Verlag, Prag 1971; erzählt von V. Stanovský, O. Sirovátka und R. Lužík.
- Die Schmiedetochter, die schweigen konnte
- Vom Teufel, der bei einem armen Bäuerlein diente

Märchen der Welt, Magnus-Verlag, Essen 1983, Roland W. Pinson (Hrsg.).
- Die versteckte Königstochter
- Die drei goldenen Haare des allwissenden Greises (vgl. Der Teufel mit den drei goldenen Haaren)

## Sorben
Willibald von Schulenburg
- Die Himmelseiche

Weitere Bücher
Slawische Märchen. Artia Verlag, Prag 1971; erzählt von V. Stanovský, O. Sirovátka und R. Lužík.
- Die tönende Linde (vgl. Die Tochter des Alten und der goldene Apfelbaum)

## Tschechien
Božena Němcová
Das goldene Spinnrad. Paul-List-Verlag Leipzig, o. A.; ca. 1960, Günther Jarosch (Übers.).
- Das goldene Spinnrad – Zweischwesternmärchen (vgl. Einäuglein, Zweiäuglein und Dreiäuglein)
- Die drei goldenen Federn (vgl. Die drei goldenen Haare des Sonnenkönigs und Der Teufel mit den drei goldenen Haaren)
- Der Adler, die Nachtigall und die Rose
- Sternberg
- Der unerschrockene Mikesch
- Katinka und der Teufel (auch Káča und der Teufel[44] oder Katja und der Teufel[45])
- Bestrafter Stolz (auch Die Prinzessin, die ihre Nase zu hoch trug, vgl. König Drosselbart)
- Wie Jaromil das Glück fand (auch Wie Jaromil zum Glück kam[44]; Schloßgärtnermotiv)
- Marischka (vgl. Marienkind, Blaubart)
- Der gerechte Bohumil
- Des Teufels Schwager
- Der Nimmersatt (auch Vom Nimmersatt)[44]
- Die Totenwache
- Die Waldfee (auch Die Waldnymphe)
- Viktorka
- Kater, Hahn und Sense
- Schlauheit ist keine Hexerei
- Wer hat die Tauben gegessen
- Gevatter Matthes
- Heimgezahlt
- Der Bauer als gnädiger Herr
- Hans und die Bäuerin
- Das kluge Mädchen aus den Bergen
- Der starke Ztibor (auch Der starke Ctibor)
- Der Türke und die schöne Katharina *

Märchen. Albatros, Prag 1994.
- Das Zauberschwert (vgl. Der Eisenhans)
- Das Märchen vom Knusperhäuschen (vgl. Hänsel und Gretel)
- Die Waldnympfe
- Der weise Goldschmied
- Prinz Bajaja (vgl. Die zwei Brüder, Der Eisenhans)
- Die sieben Raben (vgl. Die sieben Raben und Die zwölf Brüder)
- Die kluge Prinzessin
- Vom Bübchen Rainer

Weitere
- Der Erzkönig (auch Das hoffärtige Mädchen)[47]
- Die sieben Wanderer (vgl. Die Bremer Stadtmusikanten)
- Der König der Zeit (vgl. Der kleine Klaus und der große Klaus, Němcovás Die zwölf Monate)
- Karchen Martin (vgl. Rumpelstilzchen)
- Der Hirtenbub
- Die Rosenknospe (vgl. Die Schöne und das Tier)
- Der kluge Sohn (vgl. Das tapfere Schneiderlein, Hans im Glück, Der Meisterdieb)
- Des Vaters Erbe
- Der verschwundene Sohn
- Brüderchen und Schwesterchen
- Der Zauberer (vgl. Krabat)
- Breitbauch, Himmelhoch und Feuerauge
- Aschenputtel (vgl. Aschenputtel, Drei Haselnüsse für Aschenbrödel)
- Goldmarie (vgl. Frau Holle)
- Berona (vgl. Der goldene Vogel, Das Wasser des Lebens)
- König Schurina und Otolienka das Motiv der magischen Flucht (vgl. Der Liebste Roland)
- Die Prinzessin vom gläsernen Berg
- Der Feuervogel und die Meeresprinzessin (vgl. Das Wasser des Lebens)
- Fürchtenichts (vgl. Märchen von einem, der auszog das Fürchten zu lernen)
- Die drei Rabenbrüder (vgl. Die sieben Raben)
- Der Sonnenkönig, Der Mondkönig, der Windkönig, die schöne Uliana und die zwei Pferdchen (auch Janko und die schöne Uliana)
- Die drei Zitronen (vgl. Die Liebe zu den drei Orangen)
- Eichenschreck (vgl. Der unerschrockene Mikesch)
- Der größte Aschenpeter der Welt
- Die drei verwunschenen Fürsten (auch Radovit)[48] (vgl. Schneeweißchen und Rosenrot)[49]
- Ein Sohn armer Eltern[50]
- Die verschwundene Frau[51] (vgl. Němcovás Die Prinzessin vom gläsernen Berg)
- Vögelein[52] (vgl. Vom Machandelbaum)
- Der sieche König[53]
- Das Erbe des Vaters[54]
- Die arme Hanka[55] (vgl. Das kleine Mädchen mit den Schwefelhölzern)
- Die dankbaren Tiere[44]
- Von der Prinzessin mit dem Goldstern auf der Stirn[44]
- Vogelkopf und Vogelherz[44] (auch Das goldene Vögelchen)[56]
- Die schlaue Prinzessin[44]
- Vom Herrgott[44]
- Das Alabasterhändchen[44]
- Wer dümmer ist[44]
- Vom dummen Honza[44]
- Christus der Ehestifter[11]
- Die Kluge vom Gebirge (vgl. Die kluge Bauerntochter)[57]

Karel Jaromír Erben
- Vom Hähnchen und Hühnchen[44]
- Die Zwillinge[44]
- Die Jungfrau vom Apfelbaum[44] (vgl. Die drei Zitronen)
- Das Wasser des Lebens[44]
- Die Jungfrau Goldhaar[44] (auch Prinzessin Goldhaar)[58]
- Hausteufel und Kobold[44]
- Das Rübchen[57]

Prinzessin Goldhaar und andere tschechische Märchen. Albatros-Verlag, Prag 1981.
- Feuervogel und Rotfuchs (vgl. Der goldene Vogel)
- Das Wurzelkind
- Töpfchen, koch! (vgl. Der Griesbrei)
- Die drei goldenen Haare von Grossvater Allwissend (auch Die drei goldenen Haare von Großvater Allwissend,[46] Die drei goldenen Haare von Vater Allwissend[44] oder Die drei goldenen Haare des Greises Allesweiß[45], vgl. Der Teufel mit den drei goldenen Haaren)
- Der Lange, der Dicke und der Scharfäugige (auch Der Lange, der Dicke und der Scharfsichtige[44], Der Lange, der Dickbäuchige und der Großäugige[56] oder Der Lange, der Breite und der Scharfäugige[45])
- König Iltis
- Die drei Spinnerinnen (vgl. Die drei Spinnerinnen)
- Die Geschichte vom Kobold
- Wie gut, dass der Tod auf der Welt ist!
- Verstand und Glück
- Die drei Hexen
- Georg mit der Ziege (vgl. Das tapfere Schneiderlein, Die goldene Gans)

Märchen. Albatros, Prag 1994.
- Schneelieschen (vgl. Snegurotschka)

Weitere Sammler
Jindřich Šimon Baar
- Von der faulen Manka

František Bartoš
- Von der bösen Ziege
- Vom undankbaren Küken

František Bayer
- Von Jura Pacúch[44]
- Wie der Soldat in die Hölle ging[57]
- Kaiser Josef[57]

Václav Frolec und Dušan Holý
- Vom Mäuslein Geselle klein

Jiří Horák
- Von Jiřik
- Der Müllerbursch und die geizige Bäuerin

Ignác Hošek
- Wie der Schneider die Prinzessin bekam

Jan František Hruška
- Brüderchen Vogerl (vgl. Von dem Machandelboom)

Jaromír Jech
- Wie der Mann die Hausarbeit lernte
- Wie Honza das Stehlen lernte
- Warum die Herren Dienstmädchen haben

Jiří Kajer
- Vom dummen Großvater

Ad. Kellner
- Die drei Wünsche des Schäfers (vgl. Der Schmied in Rumplbach)

Josef Štefan Kubín
- Der Floh und die Fliege[44]
- Vendelin und Marticibulka[44]
- Von der Not in der Welt[44]
- Erbsmann und Aschenputtel[44]
- Matêj und das Sonntagskind[44]
- Der Häusler Tajfl[44]
- Zwei Brüder[44]
- Sekula und Mikula[44]
- Kaiser Joseph und die Faulenzer[44]
- Die Wunderwurzel[44]
- Vacek[44]
- Adamek und Weißchen[57]
- Der Scharfäugige und die anderen Gesellen[57]
- Die Schwanenprinzessin[57]
- Die zwei Brüder, die Förster waren[57]
- Der Schäfer Hinek[57]
- Der Schuster als Herrgott[57]
- Eine schwierige Trennung[57]
- Die Tiere auf der Wanderschaft[57]

Beneš Method Kulda
- Von den drei Tauben[44]
- Janiček mit dem Kränzchen[44]
- Vom Stellmacher[44]
- Der Waisenknabe im Berg Radhošt[44]
- Der starke Jura[57]

Jaroslav Mandát
- Vom dummen Honsa

Josef Stanislav Menšík
- Vom Butzemännchen

Matěj Mikšíček
- Die Frau des Wassermanns[44]
- Der Bauer und sein Mühlchen[57]

Dagmar Palátová
- Ich bin Ondráš

Karel Pekárek
- Vom kleinen Jan

Věra Procházková
- Die faule Tochter

Antonín Satke
- Wie Jakub den Truthahn teilte[44]
- Simso[57]
- Die Schuhe aus Läusehaut[57]

Oldřich Sirovátka
- Die erlösten Prinzessinnen[44]
- Maryška[44]
- Der klügste Mensch[57]

Karel Fojtík und Oldřich Sirovátka
- So können es die Schimpricher

Alois Sivek
- Ondrášs Schatz

František Stavař
- Von der verräterischen Schwester
- Der Wassermann und der Herr

Václav Tille
- Von einer Königin und einem Schuster[44]
- Von den Hannaken[44]
- Die Edelsteine[57]

Václav Beneš Třebízský
- Wie Matêj Grille Doktor wurde

Josef Tvrdý
- Vom klugen Mädchen[44] (auch Die Kluge[56], vgl. Die kluge Bauerntochter)

Matouš Václavek
- Wolf, Löwe und Bär

Theodor Vernaleken
- Die neun Vögel[60]
- Wie ein Schafhirt reich wurde[61]

František M. Vrána
- Vom Schäfchen und vom Wolf

Jan Vyhlídal
- Von der einäugigen Not
- Die dumme Frau

Weitere Märchen und Bücher
- Vom Michal (von Radostná zemê)[44]
- Ein Dorfmädchen tanzt mit Kaiser Joseph (von Český lid)[44]
- Von Rübezahl (von Kultura)[44]
- Vom starken Jura (von Archiv des Instituts für Ethnographie und Folkloristik der Tschechoslowakischen Akademie der Wissenschaften, Brno)[44]
- Das sptzbübische Bäuerlein (von Archiv des Instituts für Ethnographie und Folkloristik der Tschechoslowakischen Akademie der Wissenschaften, Brno)[44]
- Von den Türken (von Archiv des Instituts für Ethnographie und Folkloristik der Tschechoslowakischen Akademie der Wissenschaften, Praha)[44]

Die Märchen der Weltliteratur – Legendenmärchen aus Europa. Eugen Diederichs Verlag, Düsseldorf / Köln 1967, Felix Karlinger und Bohdan Mykytiuk (Hrsg.).
- Vom heiligen Jakob

Die Märchen der Weltliteratur – Tschechische Volksmärchen. Eugen Diederichs Verlag, Düsseldorf / Köln 1969, Oldřich Sirovátka (Hrsg.).
- Vom Gesellen Franz
- Der Zottelprinz
- Vom goldenen Vogel (vgl. Der goldene Vogel)
- Der Gläserne Berg
- Von dem Müller, der seiner Tochter Anna die Hände abgeschnitten hat
- Der Teufel im Dienst
- Die schwarze Prinzessin
- Von der Not
- Der Vertrag mit dem Teufel
- Vom Schneiderlein und dem Riesen
- Vom Spund
- Von einem schlauen Schuster
- Wie der Spatz sich am Bauern rächte
- Der Hund als Schuster
- Die Füchsin und der Krebs (vgl. Der Fuchs und der Krebs)
- Vom Plazuschek
- Ein Besuch beim Herrn Kaiser
- Jedes Wort eine Lüge
- Die beschlagenen Bienen
- Vom dicken Schweinchen
- Märchen ohne Ende

Tschechische Volksmärchen. Artia Verlag, Prag 1971; erzählt von Jiří Horák.
- Die zwölf Prinzessinnen (vgl. Die zwölf Brüder)
- Die drei Brüder (vgl. Die zwei Brüder)
- Gevatter Rolf und Gevatter Wolf
- Der Igel und die Prinzessin
- Die gekochten Eier
- Der dumme Teufel
- Der weise Prinz
- Der schlaue Heger
- Der Zauberbeutel
- Hans und die böse Prinzessin
- Der Drache auf des Schusters Buckel
- Hans mit dem duftenden Blumenstrauß
- Der Bauer als Richter
- Die kluge Frau
- Der Müllerburche und die drei Störche
- Der arme Schmied
- Des Königs Mündel
- Der kleine Jirka
- Der geizige Schwiegervater und der schlaue Eidam
- Die schlaue Prinzessin
- Die Zaubergaben
- Der König und sein Narr
- Hans in der Hölle
- Laurentius
- Die gefundene Prinzessin
- Der Zauberhut
- Der König und der Gärtner
- Hans und die rote Frau

## Ungarn
László Arany und Pál Gyulai, Gemischte Sammlungen aus verschiedenen Teilen Ungarns und Siebenbürgens. Pest 1872.
- Vom Königssohn, der unsterblich sein wollte
- Mittag, Abend und Morgen
- Ilók und Mihók (auch Ilok und Mihok)[63]
- Wohl bekomm´s euch!
- Der Zigeuner im Himmel und in der Hölle
- Sankt Petrus möchte Gott sein
- Sankt Petrus und die Bienen
- Der Fuchs, der Bär und der arme Mann (siehe: Der Fuchs im Märchen)
- König Kater
- Der kleine Hahn scharrte unter dem Zaun

László Arany
Sammlung ungarischer Volksmärchen, Sämtl. Werke, IV. Band. Budapest 1901.
- Panzimanzi
- Dongó und Mohácsi
- Der Ziegenbock, dem das halbe Fell abgezogen wurde
- Das Hähnchen und sein diamantener Heller
- Die Distel und das Vöglein

Ungarische Volksmärchen. Corvina Kiadó, Budapest 1984.
- Der blinde König
- Panzimanzi
- Die rote Kuh
- Das Hähnchen und sein demantener Heller
- Das Rehlein
- Das Mäntelchen
- Gibhin und Ännchen
- Die Ringeltaube und die Elster
- Janko und die drei verwunschenen Prinzessinnen
- Die Wolfshütte
- Die Distel und das Vöglein
- Sohn der weißen Stute
- Wölfisch – teuflisch
- Der Ziegenbock, dem das halbe Fell abgezogen wurde
- Es war einmal ein Bursche
- Die Fee und das Zigeunermädchen
- Das Ferkelchen und die Wölfe
- Der Schwartenmagen
- Bohnenjanko
- Die goldhaarige Prinzessin
- Die Katze und die Maus
- Susi und der Teufel
- Die traurige Königstochter
- Der Schimmel
- Das Hähnchen und das Hühnchen
- Dongó und Mohácsi
- Der Teufel und die beiden Mädchen
- Die zungenfertige Prinzessin
- Herr Gabi
- Warum zürnt das Schwein dem Hund, der Hund der Katze, die Katze der Maus?
- Der Zigeuner im Himmel und in der Hölle

Elisabet Róna-Sklarek: Ungarische Volksmärchen. Dieterich, Leipzig 1909.
- Tauperlen-Janos
- Der wipfellose Baum (vgl. Die Prinzessin auf dem Baum)
- Die Frucht des hohen Baums
- Die verwunschene Ente
- Schilf-Peter
- Fee Ilona und der goldhaarige Jüngling (vgl. De drei Vügelkens)
- Die zwei goldhaarigen Kinder (vgl. Die Söhne mit den goldenen Haaren)
- Vom armen Mädchen das goldene Blumen schritt
- Königstochter Enzella
- Der zwölfte Sohn
- Wie der arme Schäfer des Kaisers Tochter gewonnen hat
- Das Kupfer-, Silber- und Goldgestüt
- Rosa und Viola
- Der grünbärtige König
- Der Schwager von Rabe, Bär und Fisch
- Abend, Mitternacht und Morgendämmerung
- Der feurige Ochse
- Der auf die Probe gestellte Königssohn
- Der Fink mit der goldenen Stimme
- Ribike
- Der kleine Schweinehirt
- Cserneki
- Der wundersame Ring
- Der Schuster-Knabe und der Sohn des Königs Olenburis
- Der Schicksalsbrunnen
- Der reiche Krämer
- Die Geige
- Kranich-Janos
- Die kluge Sofie
- Wie ist der erste Soldat ins Himmelreich gelangt
- Warum ist St. Peter kahlköpfig
- Warum arbeitet der Bauer so viel

Gyula Ortutay
Mihály Fedies erzählt. Budapest 1940.
- Die beiden goldhaarigen Geschwister (vgl. De drei Vügelkens)
- Das Bauernbürchlein
- Der Jüngling, der seinen Traum verheimlichte

Ungarische Volksdichtung, Budapest 1955.
- Peter Blume
- Der himmelhohe Baum (vgl. Die Prinzessin auf dem Baum)
- Der Knabe im Sarg
- Der alte Fischer und seine ehrgeizige Frau (auch Der alte Fischer und seine unzufriedene Frau,[63] vgl. Vom Fischer und seiner Frau)
- Die drei Narren
- Der reiche Mann und sein armer Gevatter
- Die kleine Mühle
- Die drei tauben Männer
- König Mátyás und das Bürschlein
- König Mátyás und der magenkranke Bischof
- Lajos Kossuth und die Herren
- Wann wird die Fron ein Ende haben?

Weitere Sammler
János Berze Nagy und Lajos Katona, Volksmärchen aus den Komitaten Heves und Jász-Nagykun-Szolnok, Budapest 1907.
- Mittag, Abend und Morgen
- Der kleine Schweinehirt

János Berze Nagy, Ungarische Volsüberlieferungen aus Baranya. Pécs 1940.
- Der Bauer, der so eifrig zu Versammlungen ging
- In Buda war nur einmal Hundemarkt
- Die Herren und das Schilfrohr
- Der Pfarrer und die Schnitter
- Wer hat den Zaun geflochten?
- Die zwei Gevattern

Linda Dégh, Volksmärchen aus Kakasd. Budapest 1955.
- Der Schlangenprinz (vgl. Wieder vom Schlangenbräutigam)
- Klein Weißnicht (auch Prinz Ich-weiß-es-nicht)[63]
- Das Rehbrüderlein

Antal Horger, Hétfaluer Csángó-Volksmärchen. Budapest 1908.
- Der weissagende Ochse und sein Herr[62]
- Der starke János[62]
- König Mátyás und sein goldenes Lamm[62]
- König Mátyás und das Szeklermädchen[62]
- Kaiser Octavian[11]

Lajos Kálmány
Die Volksmärchensammlung Arnold Ipolyis. Budapest 1914.
- Die drei Bündel

Überlieferungen, Szeged o. J.
- Das gemalte Zimmer
- Der große Kolozs und der kleine Kolozs
- Wie zwei Männer dem Schäfer den Esel stahlen
- König Mátyás und der junge Dorfschulze
- König Mátyás und der Kantor von Cinkota im Wirtshaus

Ágnes Kovács, Volksmärchen aus Kalotaszeg. Budapest o. J.
- Knecht János

János Kriza, Balázs Orbán, Elek Benedek und Jób Sebesi, Sammlung aus dem Szeklerland. Budapest 1882.
- Sag doch, es ist Heu!
- Tüchtiger als der Vater
- Das Rátóter Fohlenei

János Kriza, Heckenrosen, Sammlung von Szekler Volksdichtung. Budapest 1911.
- Die neun Fragen des Teufels (vgl. Die zwölf Worte der Wahrheit)
- Die faule Katze
- Meines Vaters Hochzeit

János Ösz
- Die drei Mönche[62]

Die Wundertasche, Originale Szekler Volksmärchen, Cluj-Napoca 1941.
- Der Barbier und der arme Mann

Olga Penavin, Volksmärchen der zu Jugoslawien gehörenden Ungarn. Budapest 1971.
- Die zauberhafte Ilona
- Das weiße Kätzchen
- Das Elfenschloß

Gyula Sebestyén, Transdanubische Sammlung. Budapest 1906.
- Warum die Bauern so viel arbeiten müssen[62]
- Bei der Weinlese[11]
- Der böse Pfarrer[11]

Zsigmond Szendrey, Nagyszalontaer Sammlung. Budapest 1924.
- Rittersporn und Veilchen

Károly Török, Sammlung aus dem Komitat Csongrád. Pest 1872.
- Die alte Frau und der Tod
- Jetzt lügs du!
- Der Schwartenmagen

József Végh, Sárréter Volksmärchen und Volkserzählungen. Debrecen 1944.
- Der Jüngling mit den Schilfrohren

Béla Vikár, Volksdichtung des Komitats Somogy. Budapest 1905.
- Vom Schäfer, der die Sprache der Tiere verstand (vgl. Der Jäger und die Schlange)
- König Mátyás

Weitere Bücher
Die Märchen der Weltliteratur – Ungarische Volksmärchen. Eugen Diederichs Verlag, Düsseldorf / Köln 1966, Agnes Kovács (Hrsg.).
- Das ungläubige Königsfräulein
- Das trauernde Weib erhängt ihren toten Gatten
- Der Kantor und der Glöckner
- Die geizige Bäuerin
- Die redende Weintraube, der lachende Apfel und der klingende Pfirsich
- János Csorha, der Zaubermann
- Die hufbeschlagene Frau Körmöndi
- Wunderliche Dörfer
- Prinz Brennessel
- Die Szekler Frau und der Teufel
- Der goldbärtige Mann
- Mitternächtlicher Tanz
- Prinz Aschenbrödel
- Schlangenhold und Tatarenstark
- Der Königssohn mit den vielen Namen
- Der Fluch der Bettlersfrau
- Die Schwäger der Sonne
- Der schönste Mann der Welt
- Das kluge Mädchen (vgl. Die kluge Bauerntochter)
- Der Bär, der Wolf, der Fuchs und der Hase auf dem Jahrmarkt zu Gyergyó (vgl. Der Bär, der Wolf, der Fuchs und der Hase auf dem Medwischer Margrethi)
- Kettenmärchen
- Der morgenländische Prinz und die abendländische Prinzessin
- Die Geschichte eines Schafhirten
- Tauperlen-János
- König Matthias und sein goldenes Lamm
- Unser Herr Christus und der heilige Peter
- Des Teufels Taufvater
- Die drei Söhne des armen Mannes
- Das verschwundene Mondlicht
- Das rote Ferkel
- Als unser Herr Christus auf Erden wandelte
- Klein Klaus König
- Gabelhorn
- Der Bucklige und der Krumme
- Zauberkundige Leute
- Der Sternforscher, der Dieb, der Jäger und der Schneider
- Das lebensverjüngende Wasser
- Mihók der Tölpel
- Der Mann aus dem Paradies
- Der alte Mann und der Kotzen
- Der Tod und der Schafhirte
- Der betrogene Wolf
- Klein-Marci
- Der Baum zum Himmel und zur Hölle
- Heblebleb!
- Sándor Rózsa
- Der pfiffige Alte
- Der Zauberhengst
- Grünpeter
- König Matthias und Toldi
- Der Zigeuner und der Teufel
- Der himmelhohe Baum (vgl. Die Prinzessin auf dem Baum)
- Schlangenbruder (vgl. Der Schlangenkönig)
- Schön-Ibronka
- Janko Eisenstock
- Die drei Töchter
- Das faule Frauenzimmer
- Mein furchtbar starker Großvater

Ungarische Märchen. Verlag Werner Dausien, Hanau 1979, Elek Benedek und Gyula Illyés.
Elek Benedek:
- Die Königstochter vom Land des Sonnenuntergangs
- Bohnenjankó
- Das verlorene Pferd
- Prinzessin Kröte
- Der häßliche Prinz und die schöne Prinzessin
- Die Prinzessin, die Rosen lachen konnte
- Der grüne König
- Der Schäfer mit den Sternenaugen

Gyula Illyés:
- Der verschwiegene Knabe
- Die drei Wünsche (vgl. Die törichten Wünsche)
- Rosmarin und Viola
- Vom Mönch, der sich in einen Esel verwandelte
- Marci, der ehrliche Dieb

Märchen der Welt. Magnus-Verlag, Essen 1983, Roland W. Pinson (Hrsg.).
- Die versteckte Königstochter